# Corujão-orelhudo
A jacurutu (Bubo virginianus), também conhecida como bufo-americano, corujão-orelhudo (Bubo virginianus), jucurutu, mocho-orelhudo ou corujão-da-virgínia, é uma coruja de grande porte nativa das Américas. É uma ave extremamente adaptável com uma vasta distribuição, sendo a mais amplamente distribuída do continente. Sua alimentação consiste em coelhos e lebres e ratos, apesar de caçar livremente qualquer animal que consiga, incluindo roedores e outros pequenos mamíferos, mamíferos de médio porte, aves, répteis, anfíbios e invertebrados. Em estudos ornitológicos, a jacurutu é frequentemente comparada ao bufo-real (Bubo bubo), uma espécie proximamente aparentada, que, apesar do tamanho notavelmente maior, ocupa o mesmo nicho ecológico na Eurásia, e ao búteo-de-cauda-vermelha (Buteo jamaicensis), com o qual frequentemente compartilha habitat, presas e hábitos de nidificação similares, sendo assim um equivalente ecológico durante o dia. É uma das primeiras espécies a nidificar na América do Norte, pondo seus ovos semanas ou até meses antes de outras aves de rapina.

## Descrição
A jacurutu tem uma coloração para camuflagem, sendo geralmente clara com faixas marrons por baixo e marrom-manchada, geralmente com marcações pesadas, complexas e mais escuras por cima. Todas as subespécies apresentam barras escuras em certa medida ao longo dos lados.

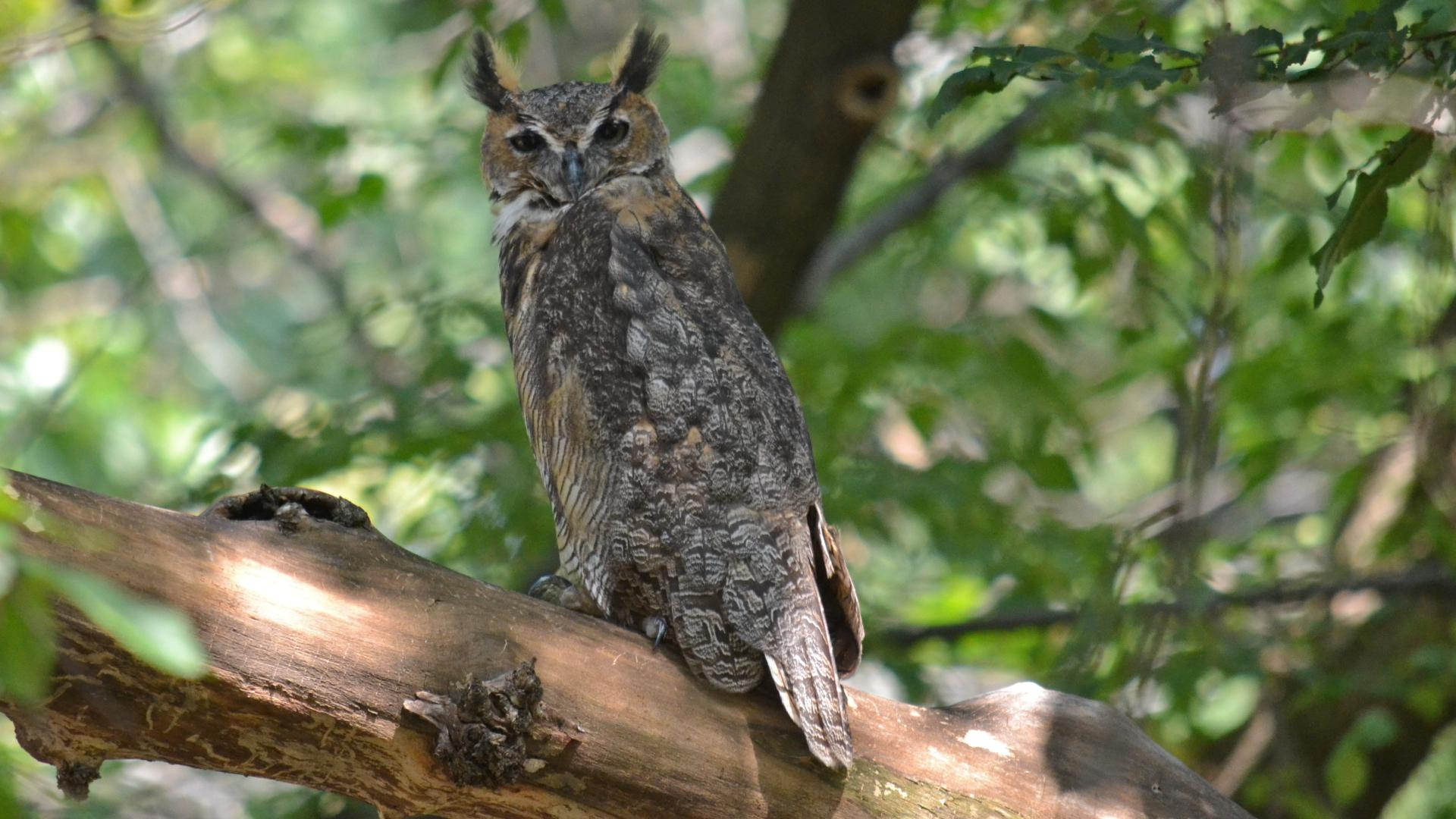
Jacurutu com sua coloração e padrão camuflados

Uma mancha branca de tamanho variável é vista na garganta, podendo continuar como uma listra que desce até o meio do peito até quando as aves não estão em exibição e que em indivíduos particularmente pálidos pode ser ampliada como uma grande área branca na barriga. A subespécie B. v. nacurutu, que ocorre no Brasil, costuma apresentar essa mancha em tamanho reduzido, muitas vezes invisível, ao menos quando em exibição, e raramente exibe a área branca do peito. Variações individuais e regionais na coloração geral existem, com os indivíduos do subártico apresentando uma cor amarela desbotada, enquanto aqueles da costa do Pacífico das Américas do Norte, Central e de grande parte da do Sul podem ter cor marrom-escura coberta com manchas pretas. As pernas, embora quase totalmente obscurecidas por penas, são pretas. As penas nas pernas da jacurutu são as segundas maiores conhecidas em qualquer coruja (atrás apenas das da coruja-das-neves). O bico, assim como as garras, é cinza-metálico.
Todos os indivíduos da espécie têm um disco facial, que pode ter coloração avermelhada, marrom ou cinza (dependendo das variações geográfica e racial) e que é demarcado por um arco escuro. Os "chifres" são tufos de penas de propósito não totalmente entendido, embora a teoria de que estes sirvam como pistas visuais em interações territoriais e sociossexuais com outras aves seja geralmente aceita.

### Fisiologia e medidas

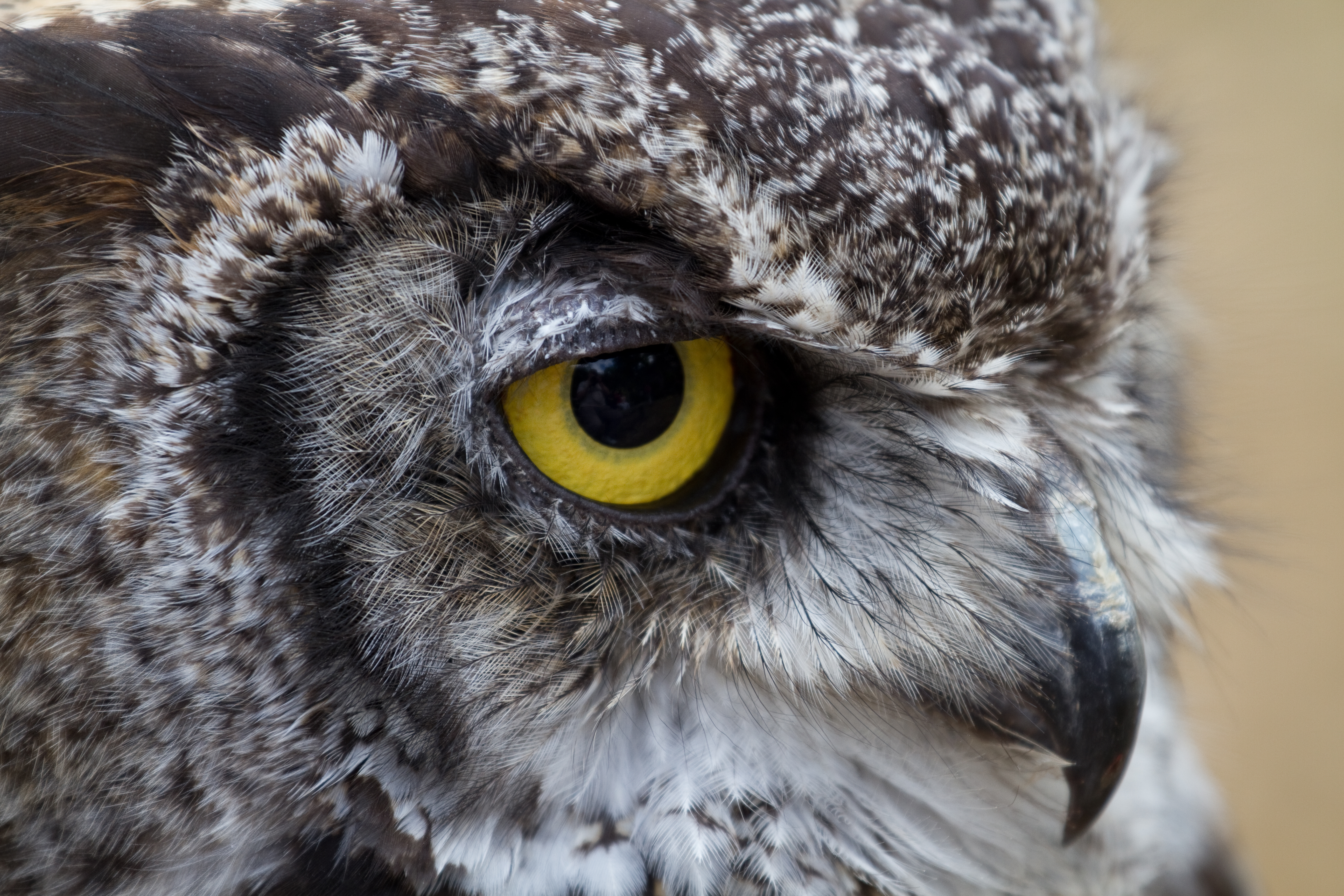
O olho da jacurutu é um dos maiores entre os vertebrados terrestres

A jacurutu é a coruja mais pesada das Américas do Sul e Central e a segunda mais pesada da América do Norte, abaixo apenas da coruja-das-neves. É robusta, com corpo em forma de barril, cabeça larga e asas grandes. O tamanho pode variar consideravelmente através da distribuição geográfica, sendo as populações do interior do Alasca e Ontário maiores e as da Califórnia e do Texas menores, apesar de aquelas da Península de Yucatán e da Baixa Califórnia aparentarem ser ainda menores. Os adultos chegam a medir de 43 a 64 cm de comprimento, sendo a média 55 cm, e 91 a 153 cm de envergadura de asas, sendo a média 122 cm. As fêmeas são um pouco maiores que os machos. Em média, as fêmeas pesam 1608 g e os machos 1224 g. Dependendo da subespécie, o peso máximo pode chegar a 2503 g.

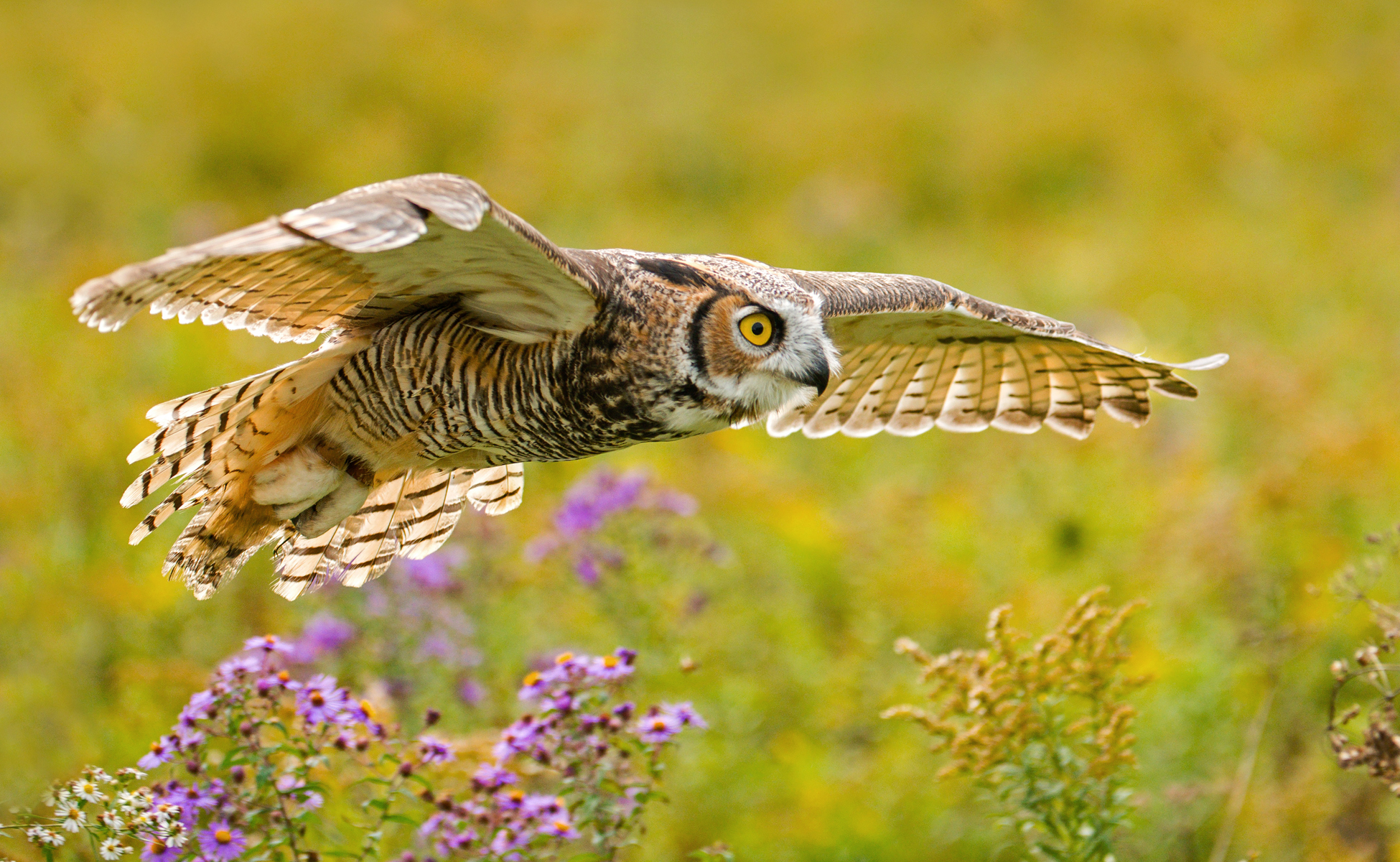
Asas da jacurutu

O comprimento da corda máxima é de 297–400 mm. A carga alar, a razão entre o peso da ave e a área da asa, é alta, o que significa que as asas são pequenas em relação ao peso, sendo descrita como a proporcionalmente mais alta entre as aves de rapina. A cauda é relativamente curta, como é típico da maioria das corujas, medindo de 175 a 252 mm de comprimento. Assim como outras corujas, a jacurutu é capaz de realizar um voo silencioso, o modo pelo qual as corujas, apesar de seus grandes tamanhos, voam sem fazer nenhum barulho discernível. Isso é possível graças a três componentes principais da estrutura das asas: a ponta das penas de suas asas ser serrilhada, o que ajuda a interromper a turbulência gerada pelo bater das asas; as penas mais macias ajudarem a amortecer o som; e, por fim, as bordas das penas acabarem de eliminar os sons emitidos. A estrutura da asa da jacurutu também lhe permite voar em velocidades muito baixas para o tamanho da espécie, tão devagar quanto 3 km/h quando está planando no vento.

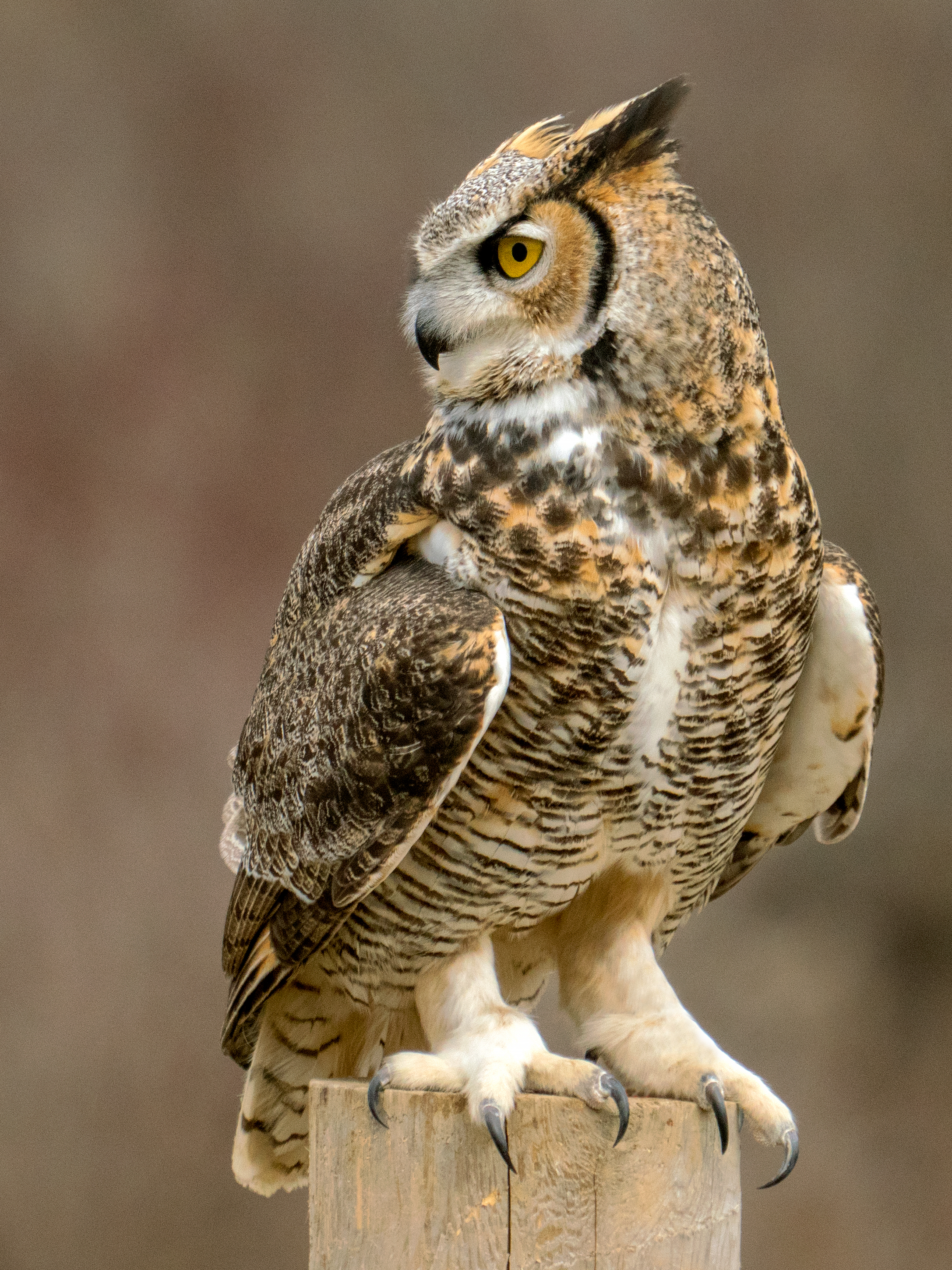
Jacurutu (Canadá)

As pernas, os pés e as garras são grandes e poderosos. O tarso mede 54–80 mm. A envergadura do pé, quando totalmente aberto, de garra a garra, é de aproximadamente 20 cm, comparado a 8 cm na coruja-pequena, 13–15 cm na coruja-das-torres e 18 cm na coruja-lapônica. A jacurutu consegue aplicar ao menos 300 psis de força com suas garras, uma pressão consideravelmente maior do que a mão humana consegue exercer. Em algumas fêmeas grandes, o poder de preensão pode ser comparado ao de aves de rapina muito maiores, como a águia-real.
O bico, duro e inflexível, mede 3,3-5,2 cm de comprimento, apesar de o cúlmen, a parte exposta do bico medida ao longo da parte superior do bico, medir 2,1-3,3 cm.
As aberturas externas das orelhas, que estão ocultas por penas nas laterais da cabeça, são relativamente menores do que as do bufo-real, medindo 2,3 cm no eixo vertical, com a orelha esquerda sendo um pouco maior que a direita. Essa assimetria, existente na maioria das espécies exclusivamente (ou quase exclusivamente) noturnas, permite a triangulação dos sons escutados quando a coruja caça à noite e é suficiente para que a ave consiga usar o tempo e a direção das ondas do som que chegam em cada orelha para localizar a presa com precisão, mesmo se esta estiver embaixo de alguma cobertura como neve. O formato de disco do rosto também ajuda a direcionar os sons que são ouvidos para as orelhas. Embora a verdadeira natureza/propósito dos tufos de orelha que estão presentes na jacurutu seja desconhecida, os pesquisadores concordam que eles não desempenham nenhum papel na capacidade auditiva da ave. Estima-se que sua audição seja até dez vezes maior que a de um ser humano.
Os olhos da jacurutu, apenas um pouco menores que os dos humanos, são grandes até mesmo para uma coruja e estão, proporcionalmente, entre os maiores olhos de todos os vertebrados terrestres. Essa espécie possui olhos cilíndricos que criam mais distância entre a lente do olhos e a retina, permitindo assim o funcionamento destes como uma lente objetiva para distâncias maiores comparado com o que é possível com olhos redondos. Essa espécie tem os olhos altamente adaptados para a caça noturna, que proporcionam um amplo campo de visão, quase completamente binocular, uma grande superfície da córnea e uma retina predominantemente de haste. Os olhos contêm hastes e cones, assim como na maioria das espécies que vê cores, mas a visão se assemelha muito à de muitas outras espécies noturnas. O comprimento de onda máximo observado pelos cones é de 555 nm e a pesquisa sugere que a jacurutu tenha fraca visão de cores, especialmente comparado a outras espécies de ave. Apesar do pior senso de visão de cores (ou talvez devido a isso), a espécie tem ótima visão noturna. Ao invés de virar os olhos, uma coruja precisa virar a cabeça toda, e a jacurutu consegue girar a cabeça em 270°. A íris é amarela, exceto na subespécie nacurutu (da América do Sul), na qual é âmbar.

### Identificação da espécie

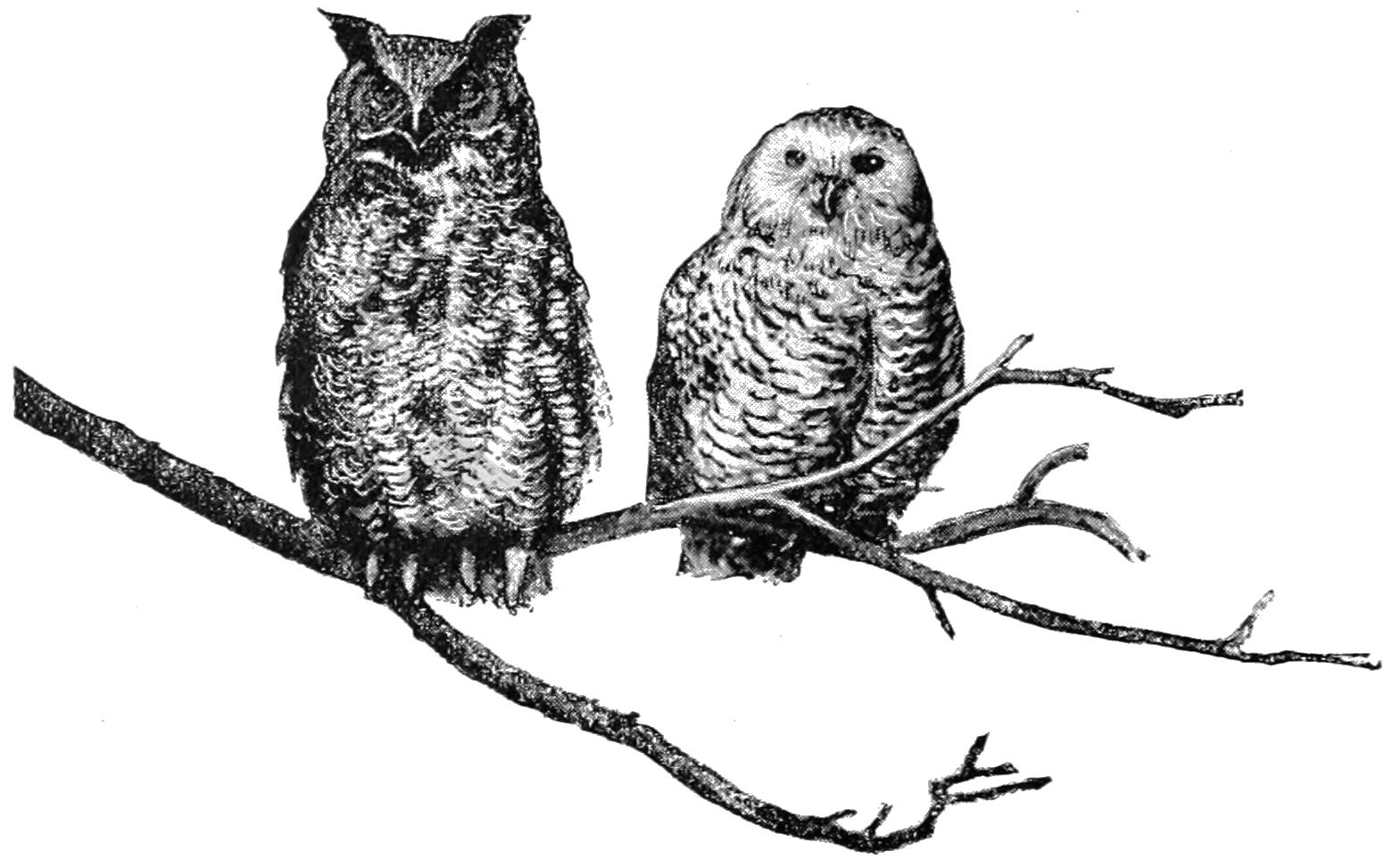
Comparação ilustrada de uma jacurutu, à esquerda, com seu parente norte-americano mais próximo, a coruja-das-neves

A combinação do porte, dos tufos de orelha proeminentes e da plumagem barrada da espécie distingue a jacurutu em grande parte de sua distribuição. Contudo, essa espécie pode ser facilmente confundida com Bubo magellanicus, com a qual pode haver sobreposição na área de ocorrência. A última já foi considerada uma subespécie da primeira, mas atualmente é quase universalmente considerada uma espécie diferente, o que é apoiado pelo material genético, com a jacurutu sendo uma paraespécie. A coloração geral é similar, mas B. magellanicus é notavelmente menor, com pés e cabeça menores, barras mais finas e mais numerosas por baixo, ao contrário das barras manchadas e irregulares de B. virginianus. Outras espécies do gênero Bubo podem ser um pouco similares, mas a espécie é geralmente alopátrica, com exceção da coruja-das-neves durante o inverno. Espécies mais tropicais com tufos de penas nas orelhas, como o mocho-diabo (Asio stygius) e a coruja-orelhuda (A. clamator), são muito menores. Outras corujas maiores não apresentam tufos de penas na orelha.

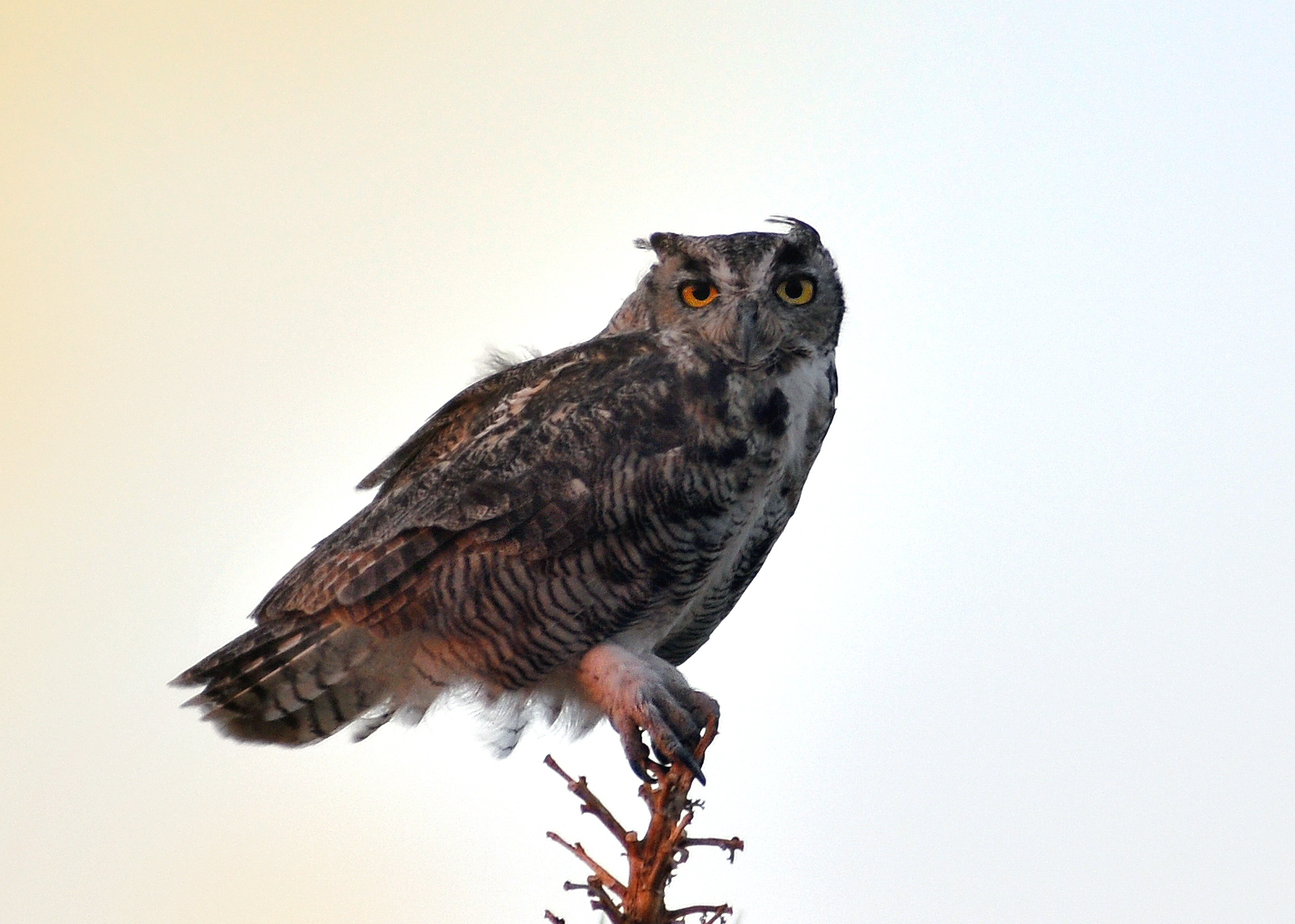
B. v. pallescens no topo de uma árvore-de-josué em Landers, Califórnia

## Taxonomia
A jacurutu é uma espécie do gênero Bubo, que pode incluir outras 25 espécies viventes, distribuídas predominantemente na África. Essa coruja é uma das uma ou duas radiações do gênero através da Beríngia para a América. Considerando Bubo magellanicus uma divisão da jacurutu quando esta já havia se espalhado pelo continente, o consenso parece ser que a coruja-das-neves e a jacurutu já tinham se dividido na Eurásia e a primeira se espalhou em volta do Ártico pelo extremo norte da América do Norte, separadamente da última. A jacurutu e o bufo-real podem ser coespecíficos, com base em semelhanças em história natural, distribuição geográfica e aparência. Em um caso, um macho de jacurutu e uma fêmea de bufo-real em cativeiro produziram um híbrido aparentemente saudável. Testes genéticos indicaram que a coruja-das-neves, não o bufo-real, é a espécie vivente mais proximamente aparentada. Foram encontrados na América do Norte fósseis do Pleistoceno de corujas do gênero Bubo que podem ser ou de uma espécie diferente ou de uma paleosubespécie, que existiria desde o oeste das Montanhas Rochosas, sendo predominante nelas, para o leste até a Geórgia. Quase todos os fósseis indicam que essas corujas eram maiores que as atuais.

### Subespécies

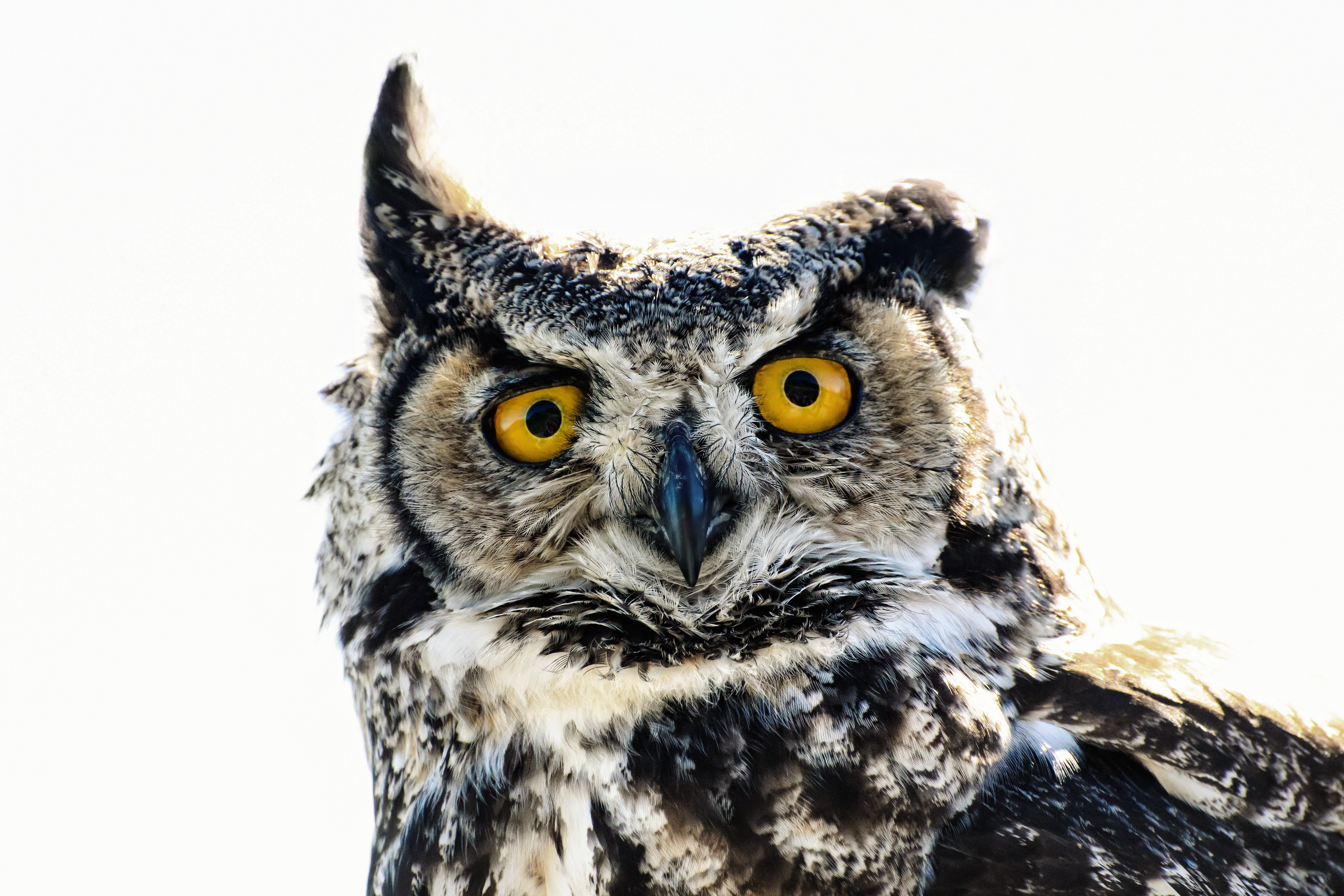
B. v. saturatus na Montanha Grouse (Ilha Vancouver, Colúmbia Britânica)

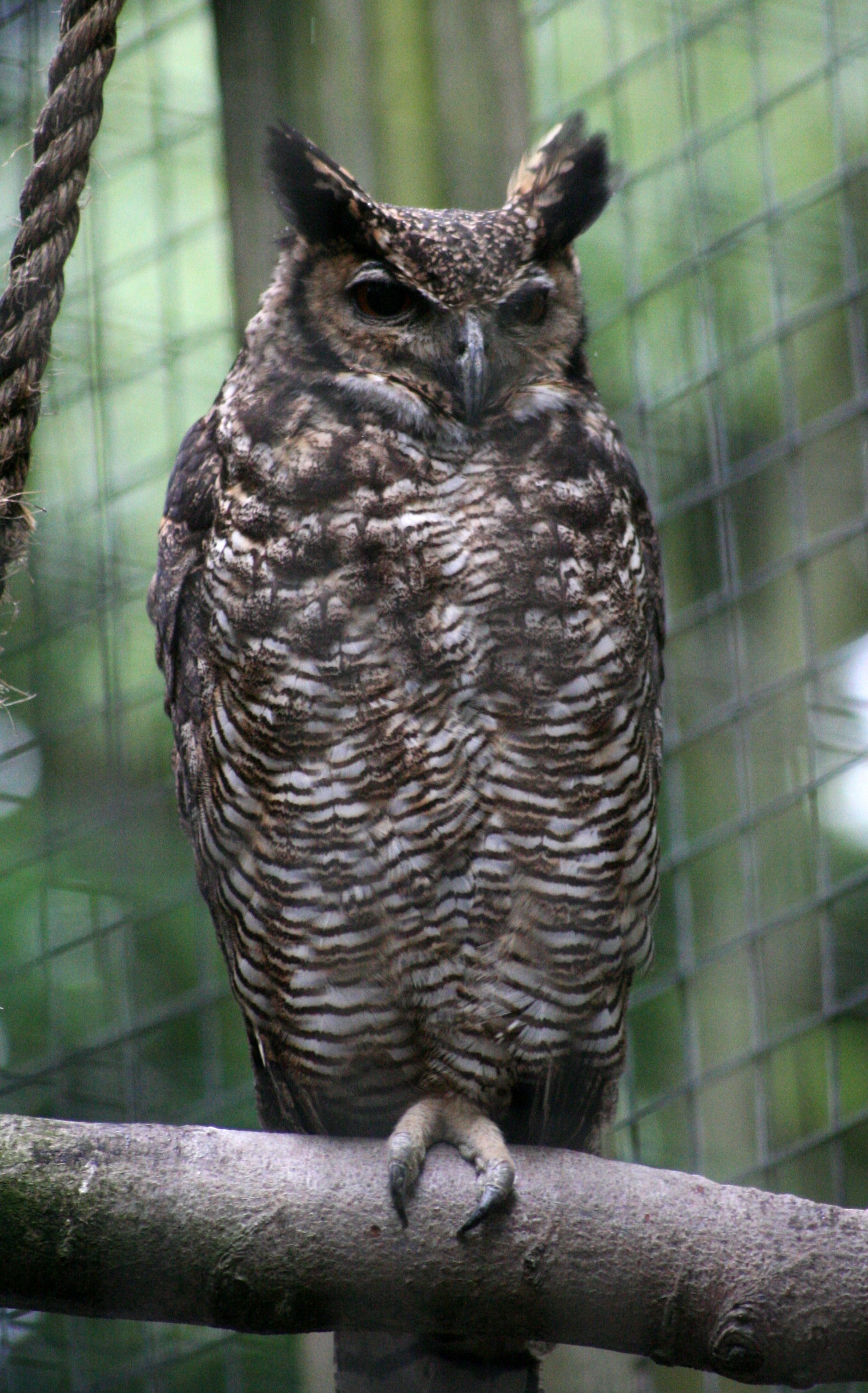
B. v. nacurutu com seus olhos escuros

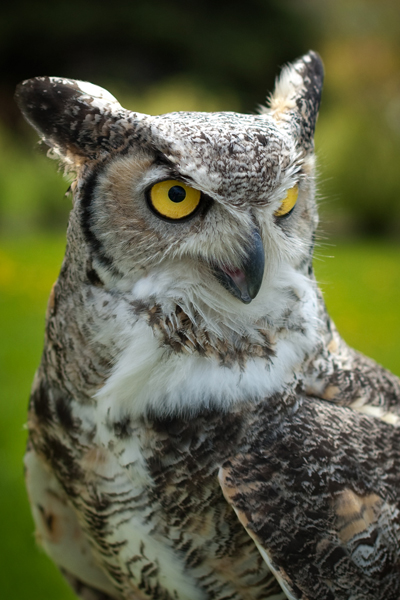
B. v. subarcticus em Manitoba

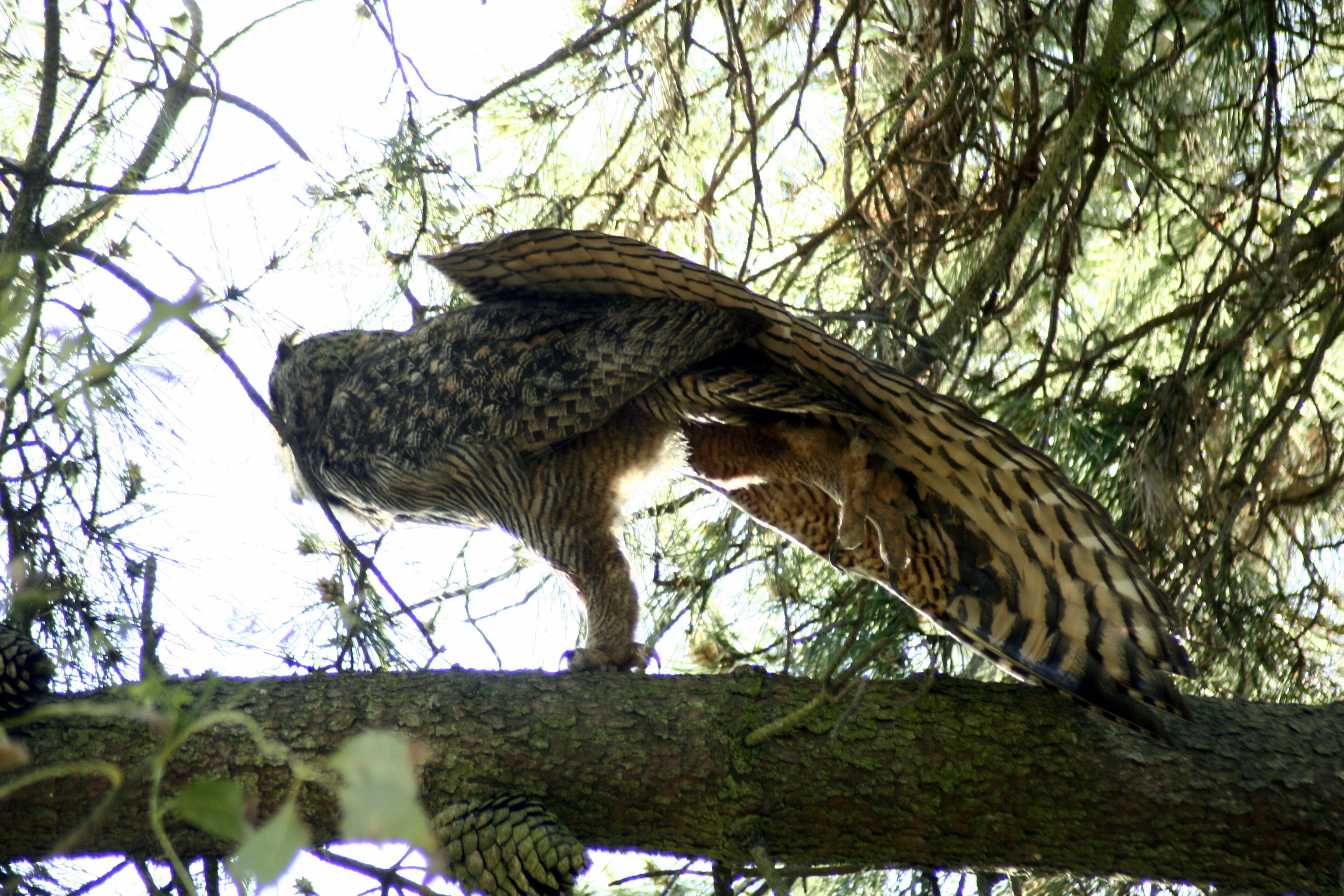
B. v. pacificus se alongando, Bernal Hill Park, São Francisco

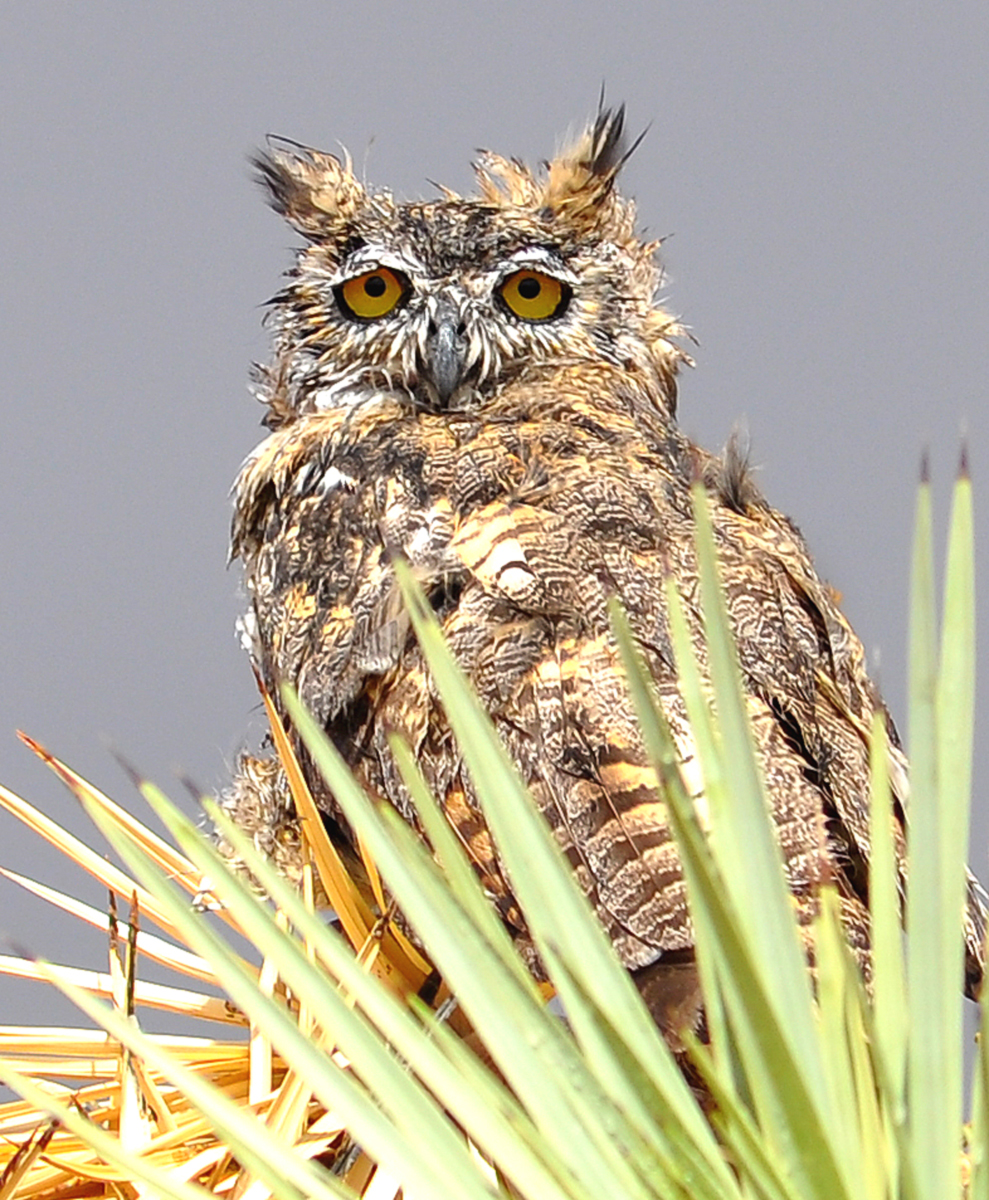
B. v. pallescens com as penas molhadas esperando uma chuva no Deserto do Mojave

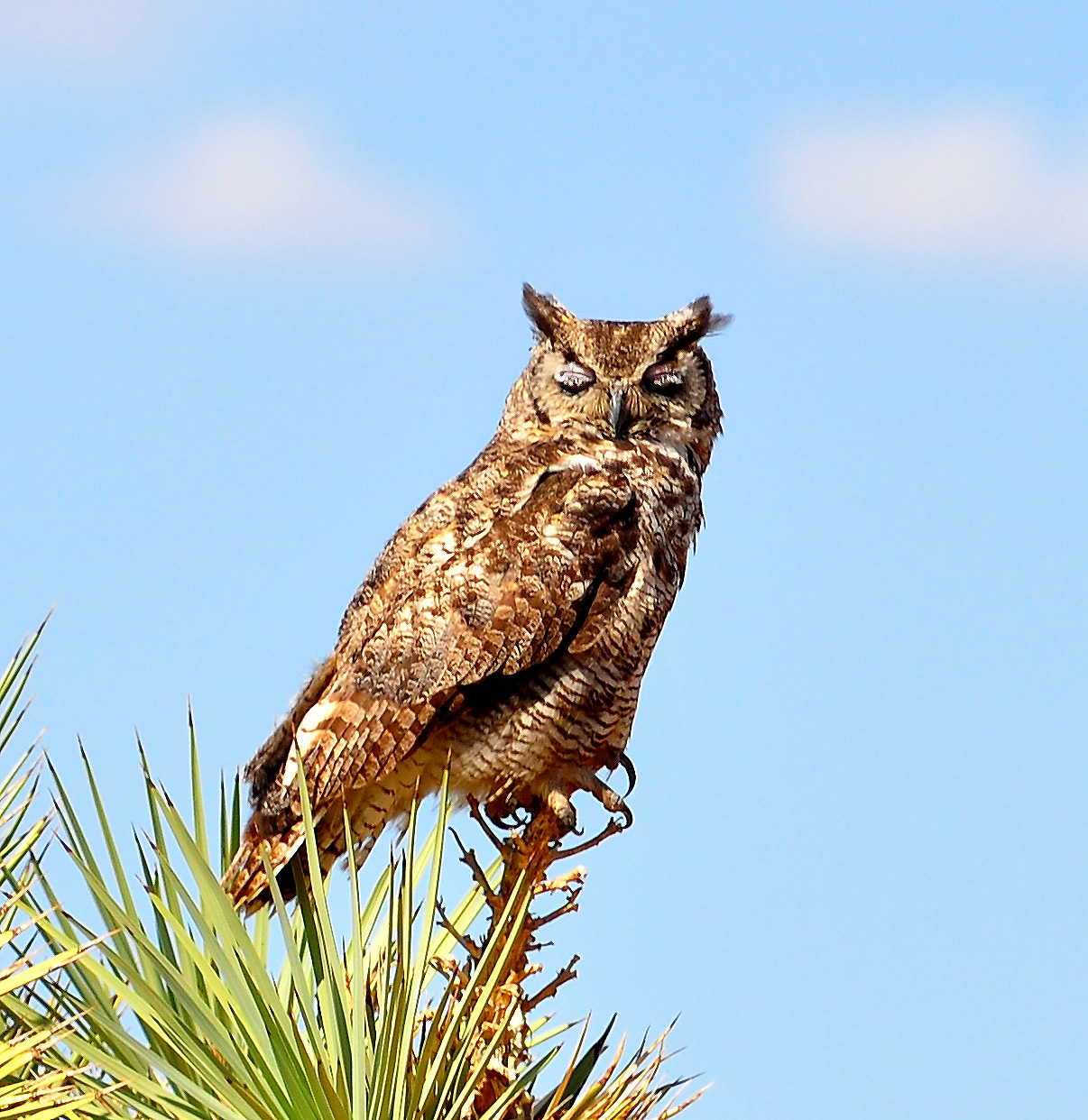
Deserto do Mojave, B. v. pallescens no topo de uma árvore-de-josué no verão de 2018

Uma grande quantidade de subespécies, mais de 20 ao todo, foram descritas. No entanto, muitas destas não são subespécies verdadeiras, mas apenas exemplos de variação individual ou clinal. As diferenças entre as subespécies são principalmente na coloração e no tamanho e geralmente seguem as regras de Gloger e de Bergmann. As classificações mais conservadoras de subespécies da jacurutu descrevem tão pouco quanto 10, apesar de um número intermediário ser típico na maioria.
- Bubo virginianus virginianus (Gmelin, 1788)

Do Leste dos Estados Unidos para o oeste até pelo menos Minnesota e Texas; distribuição nordeste até o sul de Québec e de Ontário, na Nova Escócia e na Ilha do Príncipe Eduardo. Residente o ano inteiro. A subespécie B. v. mesembrinus da América Central ao sul do Istmo de Tehuantepec, pode ser meramente uma subdivisão ao sul, uma vez que sua coloração é quase idêntica à de virginianus, apesar de o corpo ser levemente menor. No entanto, a distribuição de mesembrinus é descontínua, com as corujas mais pálidas pallescens e mayensis encontradas na distribuição intermediária, antes de virginianus reaparecer no sul do Texas.
Apresenta coloração média, nem escura nem pálida. São conhecidos indivíduos de um cinza mais escuro ou um pouco mais pálidos. Tende a ser ricamente tingida de vermelho e com barras distintamente marrom-escuras por baixo com um contraste bastante suave. Os pés podem variar de castanho-amarelado a amarelo-claro a creme e as pernas são tipicamente barradas com cor escura a um grau moderado. O disco facial é frequentemente de cor sólida vermelho-acanelada. Apresenta um porte médio-a-grande, com a corda máxima medindo 319-371 mm, sendo a média 339 mm, nos machos e 343-388 mm, sendo a média 362,8 mm, nas fêmeas. Inesperadamente, apesar de não ser a que possui a maior asa, esta subespécie é a mais pesada, com os machos pesando 985-1588 g, sendo a média 1318 g, e as fêmeas 1417-2503 g, sendo a média 1768,5 g; esses dados foram coletados em uma grande amostragem ao redor do Michigan. Em comparação, B. v. subarcticus, embora de asa maior, é em média um pouco menos pesada. Por outro lado, na Costa Rica, dentro da área de ocorrência do possível sinônimo mesembrinus, essa subespécie pesa em média 1000 g, a massa mais leve relatada em qualquer lugar para esta espécie.  Outras medidas-padrão desta subespécie são a cauda de 190 a 235 mm, o comprimento do tarso de aproximadamente 56-58 mm e o bico de 35-50 mm. B. v. virginianus também tende a ter os relativamente maiores tufos de orelha.
- Bubo virginianus nacurutu (Vieillot, 1817)

Subespécie que habita terras baixas e que ocorre em populações disjuntas desde o leste da Colômbia às Guianas; também no Brasil e no Uruguai ao sul da Bacia Amazônica até a Bolívia, na Província de Buenos Aires no norte da Argentina e no oeste do Paraguai. Residente o ano todo. Inclui as subespécies propostas scotinus, elutus, e deserti. A condição desta subespécie, especialmente as relações entre as subpopulações dispersas e com a subespécie nigrescens e Bubo magellanicus, merece maiores estudos.
Pálida, de coloração típica marrom-terrosa; aves do interior semiárido do Brasil costumam apresentar branco na parte de cima da cauda. Menos -gato-listrado que nigrescens. É a única subespécie com íris âmbar, não amarela. Bubo magellanicus, embora um pouco semelhante na coloração, tem os olhos amarelos, assim como as outras subespécies. Médio porte, menor que a maioria das subespécies norte-americanas mas não tão pequena quanto algumas do México. A corda máxima mede 330-354 mm nos machos e 340-376 mm nas fêmeas. Em ambos os sexos a cauda pode atingir 184-217 mm de comprimento. Apenas três espécimes tiveram os seus pesos publicados, dois machos sendo um com 1011 g e outro com 1132 g e uma fêmea com 1050 g. A característica mais notável é o grande bico, que, apesar do tamanho moderado da subespécie, é o maior de todos, medindo de 43 a 52 mm de comprimento.
- Bubo virginianus subarcticus (Hoy, 1852)

Ocorre na época de reprodução na região de Mackenzie, na Colúmbia Britânica para o leste até o sul da Baía de Hudson; o limite sul é pouco claro, mas alcança pelo menos Montana e Dakota do Norte. Aves fora da temporada de reprodução são encontradas regularmente mais ao sul até o Paralelo 45 N, isto é, o Wyoming ou a Dakota do Sul, ultrapassando esse limite ocasionalmente principalmente nos anos com escassez de presas no norte. Essa subespécie inclui as aves descritas como occidentalis (baseada em indivíduo durante a invernada, assim como foi com o subarcticus original) e sclariventris. O nome mais antigo wapacuthu foi usado às vezes para se referir a essa subespécie, contudo, não pode ser atribuído com certeza a um táxon reconhecível e assim é considerado um nomen dubium. A população descrita como algistus é provavelmente baseada em indivíduos errantes e/ou vários híbridos de subarcticus com outras subespécies.
Essa é a forma mais pálida de todas, com a coloração geral sendo essencialmente esbranquiçada com um leve tom amarelado por cima; barras pretas por baixo variando de indistintas a pronunciadas, sendo frequentemente mais proeminente no alto do peito entre plumagem de outro modo pálida. Essa subespécie mostra de pouco a nada de coloração avermelhada. Apresenta um grau muito alto de variação clinal, indo desde os Estados Unidos contíguos, onde as corujas são frequentemente meio-acinzentadas e mais fortemente marcadas, até a zona subártica no Canadá, onde são muito pálidas com marcas proeminentes quase inexistentes. Aves muito pálidas são, à distância, semelhantes a uma fêmea jovem de coruja-das-neves. Os pés variam do branco imaculado ao amarelo-claro, com pouca ou nenhuma mancha. Pode hibridizar com as subespécies saturatus (no oeste) e heterocnemis (no leste), ambas de coloração escura. Nos dois casos, podem produzir híbridos de aparência intermediária de tom avermelhado, como um virginianus, mas com cores menos contrastantes. É uma das maiores subespécies. A corda máxima mede 323-372 mm, sendo a média 346,7 mm, nos machos e 339-390 mm, sendo a média 362,5 mm, nas fêmeas. Os machos pesam de 865 a 1460 g, sendo a média 1196,5 g, e as fêmeas  de 1112 a 2046 g, sendo a média 1556 g. A cauda mede 200-225 mm e nos machos e 220-240 mm nas fêmeas. O bico mede de 35 a 43 mm de comprimento nos dois sexos e um espécime teve o tarso medido em 66 mm.
- Bubo virginianus pacificus (Cassin, 1854)

Sul e centro da Califórnia ao oeste da Serra Nevada exceto o Vale de San Joaquin, sul até noroeste de Baixa Califórnia, México. Encontra pallescens no Condado de San Diego, na Califórnia (ver abaixo). Residente o ano todo.
Coloração marrom, barras escuras distintas por baixo, menos pronunciadas do que em saturatus mas mais pronunciadas do que em pallescens. A região do úmero é preta. Os pés são manchados de preto. O disco facial frequentemente apresenta manchas escuras. É uma subespécie de pequeno porte, que inclui o indivíduo mais leve já pesado. A corda máxima mede 305-362 mm, sendo a média 332,5 mm, nos machos e 335-375 mm, sendo a média 351,4 mm, nas fêmeas. Os machos pesam de 680 a 1272 g, sendo a média 991,7 g, e as fêmeas de 825 a 1668 g, sendo a média 1312,7 g. A cauda mede 175-218 mm nos machos e 203-230 mm nas fêmeas. O bico mede 34-41 mm e um indivíduo teve o tarso medido em 57 mm.
- Bubo virginianus saturatus (Ridgway, 1877)

Ocorre na costa do Pacífico desde o sudeste do Alasca até o norte da Califórnia. Inclui o táxon descrito anteriormente B. v. leucomelas. A subespécie frequentemente reconhecida B. v. lagophonus é atualmente considerada muitas vezes uma mera variação clinal desta subespécie que ocorreria no interior do Alaska ao Oregon, no Rio Snake, e no noroeste de Montana. Pode ser reportada no inverno para o sul até o Colorado e o Texas, mas estes registros são em tempos de migração.
Subespécie escura e de coloração amarronzada no geral com a parte de baixo do corpo muito manchada, com uma base amarelada maçante. Aves do interior (lagophonus) tendem a ter a base mais acinzentada, enquanto as da costa são mais ricamente amarronzadas. A não ser por isso, aves da costa ou do interior são praticamente iguais. O disco facial pode variar de cinza a cinza-avermelhado a vermelho-escuro. O pés são completamente cinza-escuros, apesar de serem conhecidos alguns indivíduos com pés amarelo-claros, e as pernas sejam mais proeminentemente barradas de preto do que em outras subespécie norte-americanas. Grande em medições lineares, sendo que os indivíduos do Alasca superam os de todas as outras subespécies, exceto heterocnemis em Ontário (que pode ser uma ala oriental descontínua desta subespécie). A corda máxima mede 330-370 mm, sendo a média 348,3 mm, nos machos e 339-400 mm, sendo a média 374,7 mm, nas fêmeas. A cauda mede de 191 a 245 mm nos machos e de 196 a 252 mm nas fêmeas. Nos dois sexos, os comprimentos de bico e do tarso são de 35-44 mm e 62-70 mm, respectivamente. Nenhuma medida de peso foi publicada.
- Bubo virginianus nigrescens (Berlepsch, 1884)

Andes; locais temperados áridos e com vegetação de puna desde a Colômbia até o noroeste do Peru. Residente o ano todo. Presumivelmente sinônimo do táxon descrito columbianus.
Coloração escura, marrom-acinzentada, com manchas -gato-listrados fortes. Indiscutivelmente, esta é a subespécie mais escura, embora possa ser comparável nesse aspecto com indivíduos de saturatus e elachistus. Apresenta minimamente o tom castanho-avermelhado visto em outras subespécies escuras, apesar de alguns poderem ter um disco facial acanelado. Esta é a subespécie de maior asa da América do Sul, com a corda máxima medindo 345-365 mm nos machos e 350-382 mm nas fêmeas. Nos dois sexos, a cauda mede de 185 a 217 mm. O bico mede 40-50 mm, sendo relativamente longo, assim como em nacurutu, e um indivíduo teve o tarso medido em 80 mm, indicando pernas relativamente longas. Não são conhecidas medidas de peso. Aparentemente, apesar de sua asa de área considerável, nigrescens é notavelmente menor quando espécimes são comparados lado a lado com outros de saturatus.
- Bubo virginianus pallescens (Stone, 1897)

Vale do San Joaquin em direção ao sudeste através de regiões áridas do sudeste da Califórnia e do sul de Utah para o leste até o oeste do Kansas e para o sul até Guerrero e o oeste de Veracruz, no México; encontra pacificus no Condado de San Diego, e possivelmente em outros lugares; indivíduos vagantes de saturatus e da população das Montanhas Rochosas, que são semelhantes a híbridos, parecem ocorrer também na sua distribuição. Residente o ano todo. Provavelmente sinônima de melanocercus.
Coloração amarelo-escura pálida com barras indistintas, especialmente na parte de baixo do corpo. Indivíduos mais escuros tendem a ter uma base amarelada mais profunda em seus lados superiores. A área do úmero é âmbar e as penas dos pés são brancas e geralmente sem marcas. De pequeno porte, é em média pouco maior no comprimento da asa do que pacificus, mas pesa menos em média. A corda máxima mede 318-367, sendo a média 337,2 mm, nos machos e 332-381 mm, sendo a média 348,9 mm, nas fêmeas. A massa varia de 724 a 1257 g, sendo a média 914,2 g, nos machos e de 801 a 1550 g, sendo a média 1142,2 g, nas fêmeas. Nos dois sexos, a cauda mede 190-235 mm e o bico 33-43 mm.
- Bubo virginianus mayensis (Nelson, 1901)

Endêmico dos dois-terços sul da Península de Yucatán. Residente o ano todo.
Uma forma meio-pálida, similar a pallescens nas marcações ventrais e na coloração. Em medições lineares, é menor do que todas as corujas norte-americanas, inclusive de pallescens, e é pouco maior que a subespécie seguinte. A corda máxima e a cauda medem, respectivamente, 297-340 mm e 180-198 mm nos machos e 303-357 mm e 199-210 mm nas fêmeas. Nos dois sexos, o bico mede de 39 a 41 mm e o tarso de 54 a 65 mm.
- Bubo virginianus elachistus (Brewster, 1902)

Sul da Baixa Califórnia, México. Residente o ano todo.
Similar em cor a pacificus, mas escura e com barras mais fortes, como uma miniatura de saturatus. É consideravelmente (5–10%) menor que pacificus em medições lineares; embora ocorra alguma sobreposição de tamanho. É, em média, a menor subespécie conhecida. Nos machos, a corda máxima mede de 305 a  335 mm, a cauda de 175 a 206 mm e o bico de 33 a 38 mm. Uma única fêmea teve a corda máxima medida em 330 mm e a cauda em 211 mm.
- Bubo virginianus heterocnemis (Oberholser, 1904)

Reproduz-se no leste do Canadá (norte de Québec, Labrador, Terra Nova). O sul do seu limite de reprodução parece ser delineado pelo Rio São Lourenço.  No inverno, pode se dispersar para o sul através de Ontário até o nordeste dos estados Unidos. Poderia ser sinônima de saturatus, apesar de se distribuir longe para o leste desta. B. v. heterocnemis é cercada pela mais pálida subarcticus no leste e pela de marcas muito diferentes virginianus no sul, podendo se sobrepor com estas duas e possivelmente hibridizar.
De coloração basicamente cinza e preta, fortemente barrada. Pés pálidos com manchas escuras. Em medições lineares relatadas (uma vez que a massa é desconhecida), esta é, em média, a maior subespécie. A corda máxima mede de 350 a 365 mm nos machos e de 370 a 390 mm nas fêmeas. Nos dois sexos, a cauda mede 220-250 mm e o bico 38-48 mm.
- Bubo virginianus pinorum (Dickerman & Johnson, 2008)

Montanhas Rochosas; reproduz-se ao sul do Rio Snake em Idaho, para o sul até Arizona, Novo México e as Mountanhas Guadalupe do Texas. Para o oeste, presume-se que ocorra no Platô de Modoc e no Lago Mono, na Califórnia. Foi incluída na subespécie presumida occidentalis, mas foi recentemente descrita e nomeada como uma subespécie distinta e constitui a peça que faltava na distribuição outrora confusa de jacurutus no oeste das e nas Montanhas Rochosas. Podem ocorrer movimentos de descida da montanha para vales ocupados por pallescens mas isto necessita de estudos.
Coloração cinza-média, intermediária entre saturatus e pallescens. Moderadamente barrada e tingida de amarelo-claro ou ocre na parte inferior. Pés manchados. Grande porte, com a corda máxima sendo inexplicavelmente maior nos machos, com 350-397 mm, que nas fêmeas, com 327-367 mm. A cauda mede de 190 a 233 mm e uma fêmea foi pesada em 1246 g.

## Distribuição e habitat

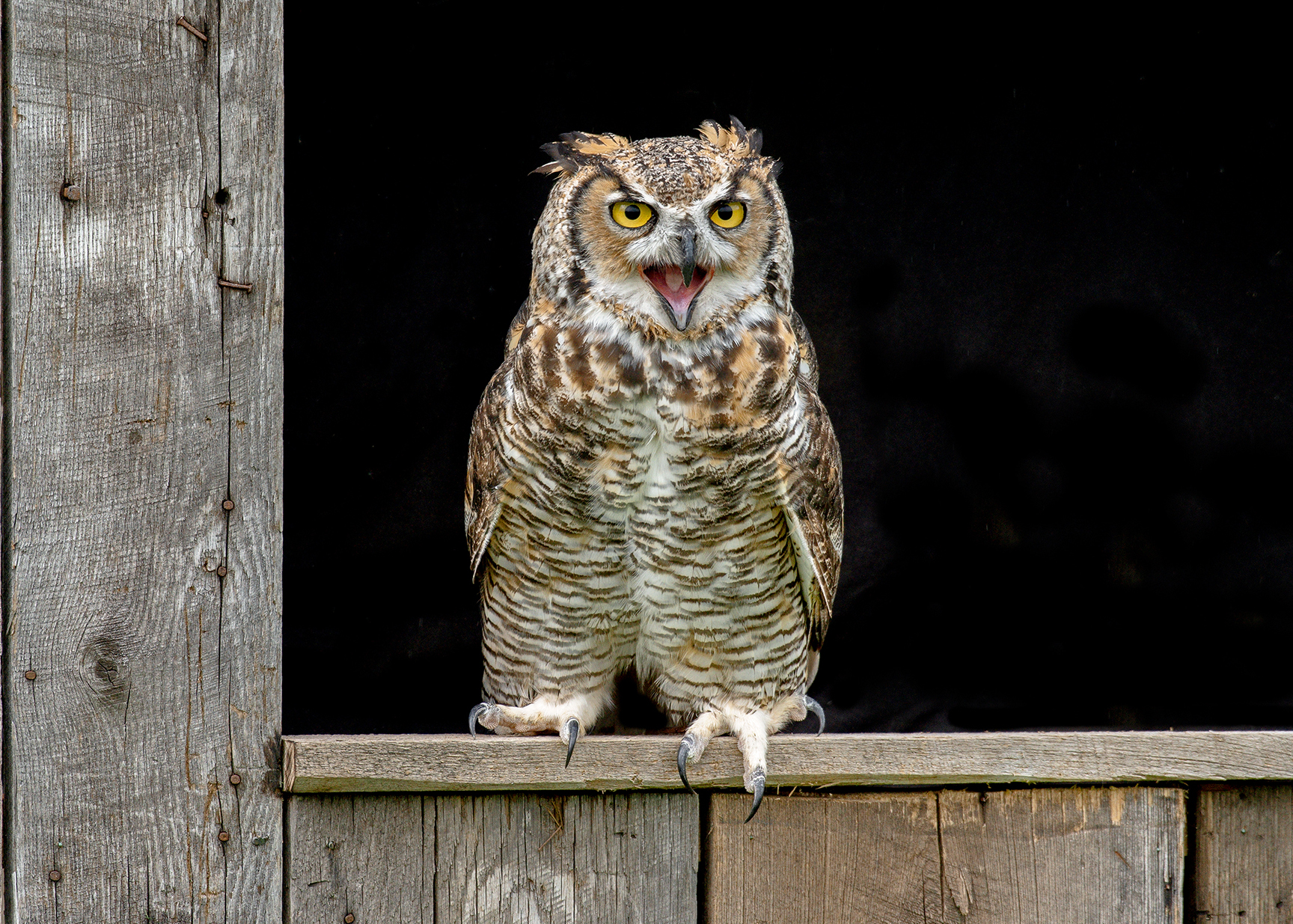
Jacurutu em um celeiro, Ontário, Canadá

A jacurutu ocorre na maior parte das Américas do Norte e do Sul e muito irregularmente na América Central. Na porção mais austral da América do Sul, dá lugar à Bubo magellanicus, que ocupa todo o caminho para a Terra do Fogo, o extremo sul do continente. É ausente ou rara desde o sul de Guatemala, El Salvador, Nicarágua, e da Costa Rica ao Panamá (onde há apenas dois registros) e as florestas de mangue do noroeste da América do Sul. Também é ausente nas Índias Ocidentais, nas Ilhas da Rainha Carlota e em quase todas as ilhas das Américas, sendo assim a sua habilidade de colonizar ilhas aparentemente menor do que aquela da coruja-das-torres ou da mocho-dos-banhados. Desde a sua divisão em duas espécies, é a segunda coruja mais amplamente distribuída das Américas, atrás apenas da coruja-das-torres.
É uma das corujas ou até entre as aves mais adaptáveis do mundo quanto ao habitat, podendo fixar residência em árvores de vários tipos de vegetação, como florestas caducifólias, coníferas, decíduas temperadas e tropicais, pampas, pradarias, áreas montanhosas, desertos, tundra subártica, costas rochosas, mangues, e algumas áreas urbanas. É menos comum nos lugares mais extremos das Américas. Nos desertos de Mojave e de Sonora, estão ausentes nas áreas mais secas e só são encontradas nas áreas vegetadas ou rochosas. Até na América do Norte, são raras em paisagens com mais de 70% de floresta primária, como nas florestas de faia das Montanhas Rochosas. Foram registradas apenas poucas vezes em florestas tropicais como a Amazônia. Nos Apalaches, aparentam usar a floresta primária, mas no Arkansas são encontradas frequentemente próximas a aberturas agrícolas temporárias no meio de grandes áreas de floresta. Assim como no centro-sul da Pensilvânia, usa terras agrícolas e pastagens mais do que coberturas totais de floresta decídua, indicando preferência por paisagens fragmentadas. Em pradarias, campos e desertos, pode viver desde que existam cânions rochosos, ravinas íngremes e/ou barrancos arborizados com árvores que dão sombra para fornecer abrigo e locais de nidificação.
Em áreas montanhosas da América do Norte, geralmente são ausentes acima da linha de árvores, mas podem ser encontradas até 2100 m na Califórnia e 3300 m nas Montanhas Rochosas. Na Cordilheira dos Andes,  por outro lado, adaptaram-se em uma espécie verdadeiramente montana, encontrada frequentemente a pelo menos 3300 m acima do nível do mar e são registradas regularmente na região sem árvores da puna entre os 4100 e 4500 m de altitude no Equador e no Peru. São geralmente raras em habitats de pântanos sem marés, e são substituídas na tundra ártica pela coruja-das-neves. Prefere áreas onde habitats abertos (nos quais muitas vezes caça) e bosques (onde tende a se empoleirar e a nidificar) estão justapostos. Assim, regiões rurais pouco povoadas podem ser ideais. Esta espécie pode ocasionalmente ser encontrada em áreas urbanas ou suburbanas. Contudo, nestes espaços ela aparenta preferir áreas com menos atividade humana e é mais provavelmente encontrada em configurações como parques, ao contrário das corujas Megascops asio e M. kennicottii, que podem ocorrer regularmente em ambientes suburbanos movimentados. Todas as jacurutus acasaladas são residentes permanentes de seus territórios, mas indivíduos solteiros e jovens movimentam-se livremente em busca de companhia e territórios, e deixam áreas com pouco alimento no inverno.

## Comportamento

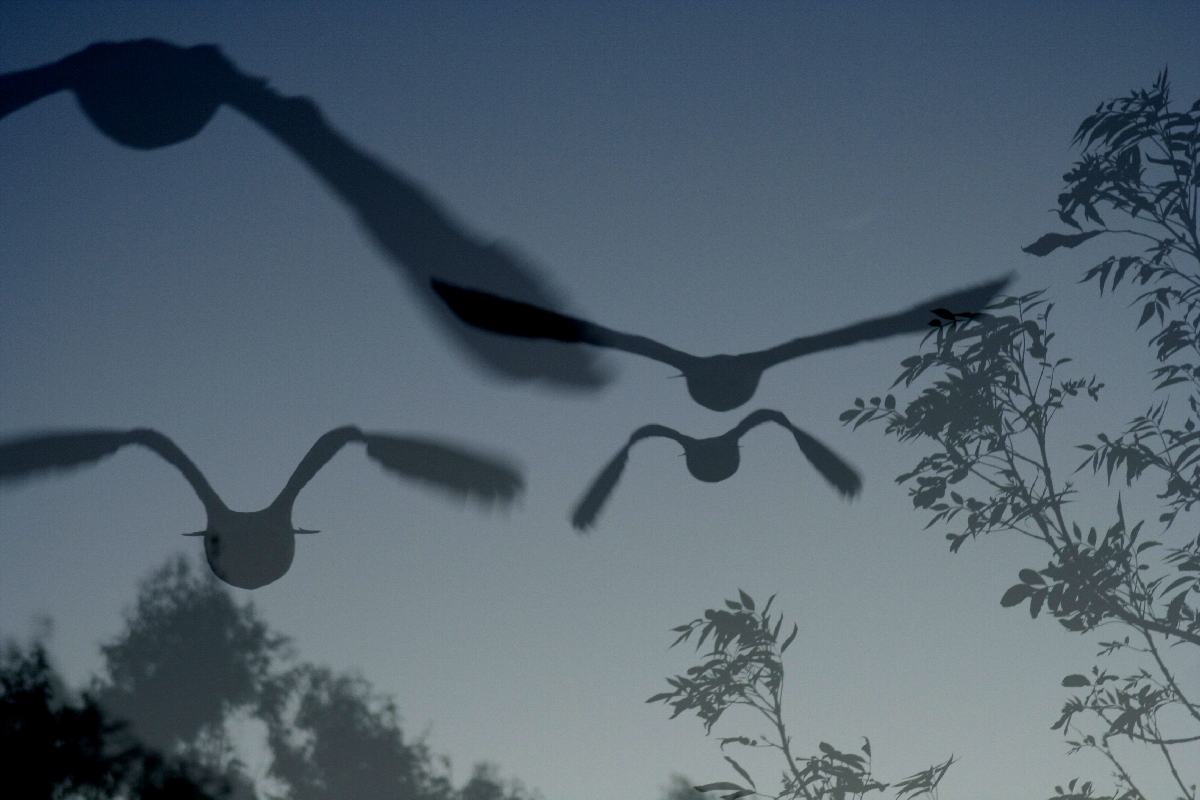
Foto composta que mostra as fases do voo da jacurutu

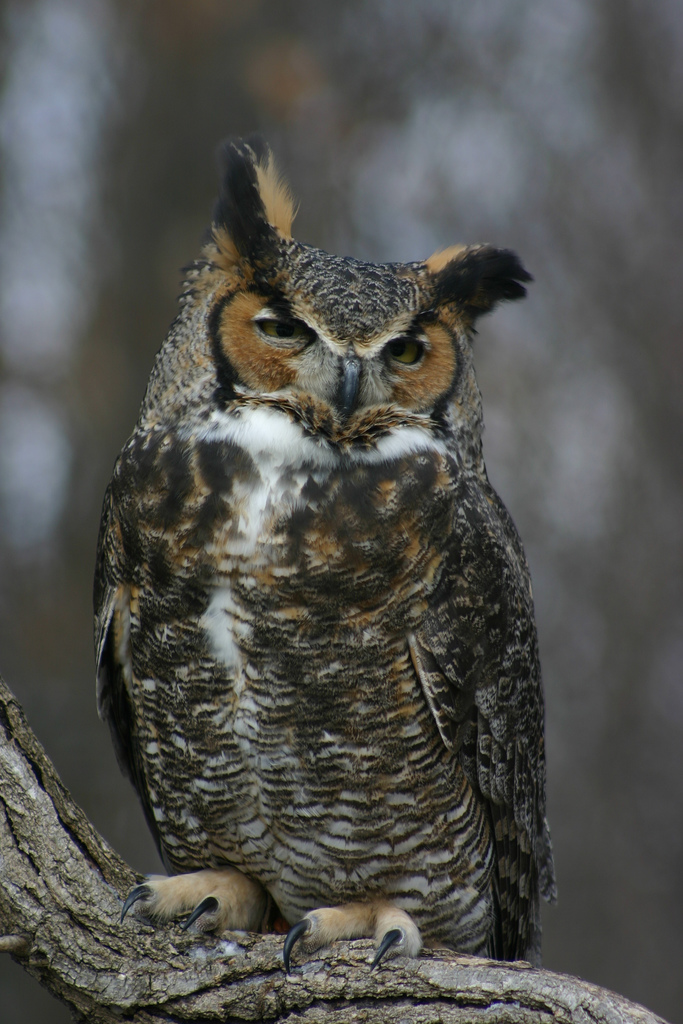
Jacurutus são tipicamente vagarosas e passivas durante o dia, mas atentas

Grande parte dos aspectos do comportamento da jacurutu é típico de outras corujas e da maioria das aves de rapina. Pela criação experimental de jovens em cativeiro, Paul L. Errington sentiu que esta era uma ave de "inteligência essencialmente baixa" que podia caçar apenas quando parcialmente selvagem e instintivamente movida pela fome para caçar a primeira presa que encontrasse. Ele mostrou que indivíduos em cativeiro que recebiam carne desde o nascimento, ao invés de terem que caçar ou simular uma caça para obter comida, não tinham essa capacidade. Pelo contrário, William J. Baerg comparou suas jacurutus cativas criadas de modo comportamental a papagaios, aves famosamente inteligentes. Embora não sejam tão frequentemente brincalhonas, elas "conhecem seu guardião e geralmente aceitam tudo o que ele deseja fazer com uma boa dose de tolerância". Arthur C. Bent também notou a variabilidade nos temperamentos de jacurutus quanto aos seus treinadores, algumas geralmente simpáticas, apesar da maioria ser eventualmente agressiva. A maioria dos espécimes em cativeiro, uma vez maduros, parece ressentir-se com tentativas de contato e são frequentemente dados a atacar seus guardiões. Vão seguir pistas apenas se condicionadas desde jovens, mas raramente no mesmo nível de sucesso que é visto em algumas aves de rapina diurnas quando treinadas para falcoaria ou entretenimento, embora isso não esteja necessariamente relacionado à inteligência, como proposto por Errington. Carl D. Marti também discorda das observações de Errington, notando que a sua seleção de presas não é "completamente aleatória como Errington sugeriu"; e sim "aparentando selecionar as suas presas mamíferas em relação geral com as populações destas. Coelhos-de-cauda-de-algodão parecem ser selecionados como presa em relação ao seu status populacional."
Assim como a maioria das corujas, a jacurutu faz ótimo uso da discrição. Devido à sua plumagem de cor natural, camufla-se bem quando ativa à noite e quando descansa durante o dia. Durante o dia costuma descansar em árvores grandes (incluindo protuberâncias e grandes ocos, mas geralmente galhos grossos) mas pode ficar ocasionalmente em fendas ou pequenas cavernas em rochas ou arbustos densos. Pinheiros e outras coníferas podem ser preferidos quando estão disponíveis desde que particularmente densos e forneçam cobertura ao longo do ano. Tipicamente, os machos têm um poleiro não distante dos ninhos, algumas vezes usado por anos sucessivos. Quando empoleiradas, estas aves podem descansar em uma posição na qual ficam eretas e o mais finas possível. O tipo de postura é conhecido como um método adicional de camuflagem para corujas, como a coruja-pequena e a coruja-lapônica, especialmente se humanos ou outros mamíferos potencialmente carnívoros se aproximam delas. O bufo-real assume essa posição raramente ou nunca. Fora da temporada de nidificação, pode se empoleirar onde quer que seu trajeto de forrageamento termine ao amanhecer. São geralmente ativas à noite, mas em alguns lugares podem ser ativas no fim da tarde ou no início da manhã. No crepúsculo, realiza algumas vocalizações antes de voar para um lugar mais aberto, isto é, um grande galho descoberto ou grandes pedras, para cantar. Normalmente são usados vários poleiros para marcar o território ocupado ou para atrair uma fêmea. Apesar de sua camuflagem e de gostar de lugares ocultos, pode ser vista algumas vezes nos seus poleiros de passar o dia, principalmente por corvos-americanos (Corvus brachyrhynchos). Uma vez que estas corujas são, ao lado do búteo-de-cauda-vermelha, talvez a principal predadora de corvos e seus jovens, estes algumas vezes se juntam de uma distância considerável para atacar e grasnar para elas por horas a fio. Quando as corujas tentam voar para evitar este assédio, são muitas vezes perseguidas pelos corvos.

### Territorialidade e movimentos
As jacurutus são tipicamente sedentárias, frequentemente capazes de utilizarem um único território por toda a sua vida adulta. Apesar de algumas espécies como a coruja-das-neves, a coruja-serra-afiada, a coruja-pequena e a mocho-dos-banhados serem verdadeiramente migratórias, a maioria das corujas norte-americanas não o são e costumar ser fiéis a um único território por todo o ano. Os casais ocupam territórios por todo o ano e por um longo prazo. Os territórios são estabelecidos e mantidos por meio de vocalizações, com a maior atividade sendo antes da postura de ovos e no outono, quando os jovens dispersam, e podem medir em média de 2,1 km2 no Wyoming até 16 km2 em Yukon.
A maior parte da defesa do território é realizada pelos machos, mas as fêmeas costumam ajudar seus parceiros em disputas de vocalização com vizinhos e intrusos, até mesmo durante a incubação. Apesar de os limites do território serem mantidos com sucesso através apenas de vocalizações sem nem mesmo ver a coruja oponente, tais confrontos podem se tornar físicos, com vários níveis distintos de ameaça. O nível de ameaça mais alto envolve o abrir de asas, bater do bico, assobios, gritos agudos de longa duração, com o corpo em geral pronto para golpear o intruso com os pés. No caso de o intruso continuar confrontando, a coruja defensora dá um "salto" para a frente e atinge o oponente com os pés, tentando agarrá-lo com as garras.
A territorialidade parece colocar um limite no número de pares reprodutores em uma determinada área. Indivíduos impedidos de estabelecer um território vivem uma existência silenciosa como "flutuadores". A radiotelemetria revelou que tais flutuadores se concentram ao longo dos limites de territórios já estabelecidos. No Lago Kluane, em Yukon, incursões em territórios vizinhos foram observadas apenas duas vezes — por fêmeas quando a fêmea vizinha morreu ou emigrou, o que sugere que a defesa do território pode ser específica do sexo. Pelo menos quatro indivíduos morreram em Kluane aparentemente mortas por outros de sua própria espécie em conflitos de território. Corujas mortas por outras da mesma espécie são algumas vezes canibalizadas, embora a morte possa ter sido por causa de agressão por território. As populações mais setentrionais irrompem ocasionalmente no sul durante épocas de escassez de alimentos, mas não há migração anual até no limite norte da distribuição da espécie.

### Comportamento de caça

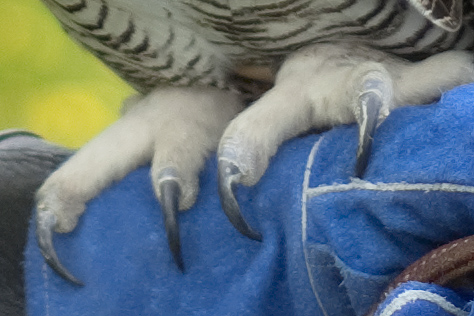
Close nas garras da jacurutu

O pico da atividade de caça tende a ser entre as 20:30 e a meia-noite e então pode retornar das 04:30 ao nascer do sol. A caça também costuma ser mais prolongada durante o inverno devido à escassez de presas.  No entanto, a jacurutu pode aprender a ter uma certa presa como alvo durante a tarde quando esta estiver mais vulnerável, como o esquilo Sciurus niger enquanto constrói os seus ninhos e a iguana Sauromalus ater quando toma sol nas rochas do deserto. Caça principalmente por meio da observação a partir de um poleiro alto. Durante as incursões de caça, costuma voar cerca de 50 a 100 m de poleiro a poleiro, parando para procurar alimento em cada um, até que percebam uma presa. A partir de tais pontos de vista, a coruja desce até o solo, frequentemente com as asas fechadas, para emboscar a presa. A distância máxima de caça a partir de um poleiro elevado é de 90 m. Devido às suas asas pequenas, mas amplas, essa espécie é adequada para baixa velocidade e capacidade de manobra. Apesar de relatos de que não caça com as asas, algumas vezes o faz voando baixo sobre aberturas no chão, procurando por atividade de presas. Pode alcançar velocidades de mais de 65 km/h em voo nivelado. Os voos para caça são devagar, muitas vezes bem acima do solo, onde a presa pode ocorrer em campo ou floresta abertos. O voo pairado breve (de aproximadamente 6–18 segundos) foi descrito, principalmente em áreas com vento. Também pode ocasionalmente caçar andando no chão em perseguição a presas de pequeno porte ou, raramente, dentro de um galinheiro para atacar as aves dentro deste. Roedores e invertebrados podem ser pegos a pé em torno da base de arbustos, através de áreas gramadas e perto de bueiros e outras estruturas humanas como fazendas. Essa espécie não anda bem no solo: caminha como um estorninho, com uma maneira de andar lado-a-lado pronunciada. É conhecida por entrar em águas rasas para procurar presas aquáticas, embora isso tenha sido raramente relatado. Pode apanhar aves e alguns mamíferos arbóreos diretamente dos galhos das árvores ou também em voo planado. As penas rígidas de suas asas permitem que produzam um som mínimo durante o voo.
Quase todas as presas são mortas por esmagamento com os pés ou por serem incidentalmente apunhaladas com as garras, embora algumas também possam ser mordidos no rosto. A presa é engolida inteira quando possível e, quando isso acontece, a coruja regurgita plumadas com ossos e outros pedaços não-digeríveis aproximadamente 6 a 10 horas depois, geralmente no mesmo local onde a presa é consumida. Essas plumadas são de cor cinza-escura ou marrom e muito grande, com 7,6 a 10,2 cm de comprimento e 3,8 cm de espessura, e são conhecidas por terem crânios de 3 cm de largura dentro delas. Contudo, nem todas as presas podem ser engolidas de uma só vez, e desse modo as corujas voam com estas até um poleiro e arranca pedaços com o bico. A maioria dos estudos da dieta da espécie foca nas plumadas encontradas embaixo dos poleiros e ao redor dos ninhos, uma vez que estas proporcionam uma visão da diversidade das presas que são consumidas, mas restos da presa fora das plumadas podem fornecer pistas para presas excluídas destas. Assim, é recomendada uma combinação dos dois métodos. Muitas presas de grande porte são desmembradas. A jacurutu pode tirar a cabeça de presas grandes antes de levá-las ao ninho ou ao poleiro onde vai consumi-la. As pernas também podem ser removidas, assim como as asas (em aves). Essa espécie também esmaga os ossos da presa para fazê-la mais compacta para carregar. Ocasionalmente, as corujas podem retornar ao lugar da morte da presa e continuar a comê-la se esta for muito pesada para ser carregada em voo após o desmembramento. Muitas corujas acumulam um esconderijo de presas, em especial aquelas que estão nidificando. Estes devem ser em um local seguro, geralmente uma forquilha em uma árvore alta. Nas regiões mais ao norte, onde presas maiores prevalecem, pode deixar o alimento que não foi consumido congelado e descongelá-lo mais tarde com o calor de seu próprio corpo.  O sucesso da caça parece necessitar de sub-bosque razoavelmente aberto, e testes experimentais de micro-habitat provaram que áreas abertas proporcionaram maior sucesso na caça de cinco espécies de roedor, com noites nubladas e folhagem de arbusto mais densa diminuindo-o.

## Alimentação

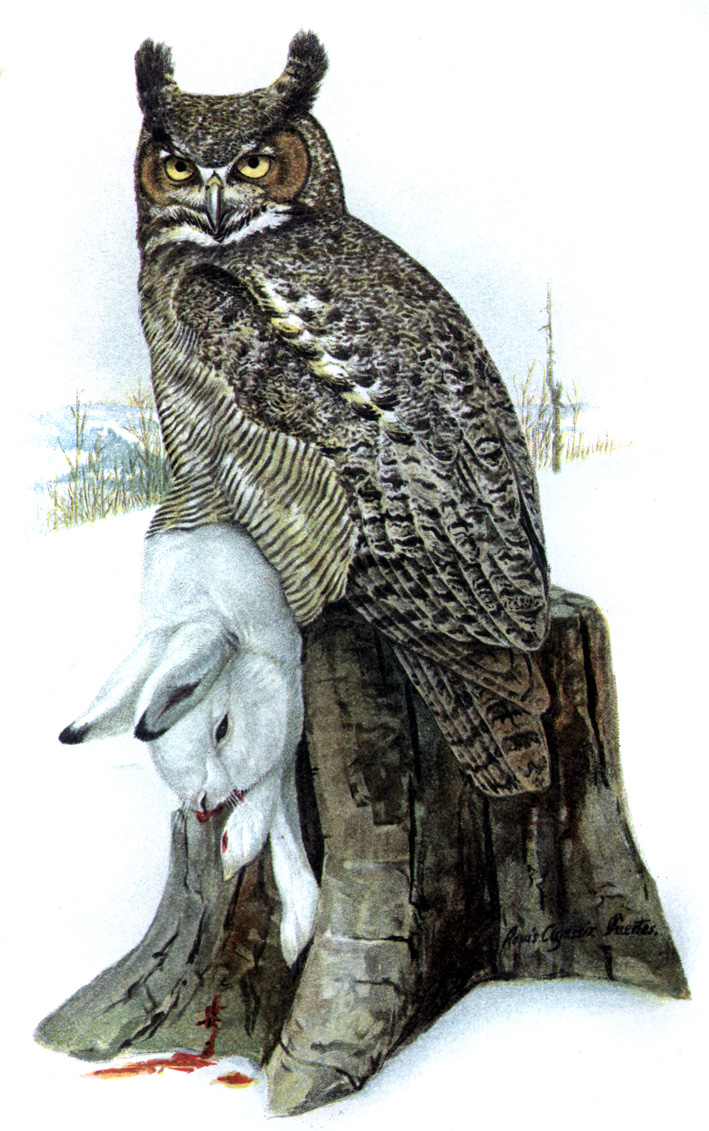
Pintura de Louis Agassiz Fuertes mostrando uma jacurutu com uma de suas principais presas, a lebre-americana

As presas podem variar muito, em função da oportunidade. De acordo com um autor, "quase qualquer criatura viva que anda, rasteja, voa ou nada, exceto os grandes mamíferos, é uma presa legítima da jacurutu". Na verdade, a jacurutu tem o perfil de presas mais diverso entre todas as aves de rapina da América. Já foram identificadas mais de 500 espécies predadas por esta coruja, com mais dúzias identificadas apenas o gênero ou aparência geral (especialmente numerosos invertebrados), e presumivelmente mais várias desconhecidas da sua população relativamente pouco estudada nos Neotrópicos. Mamíferos (mais de 200 espécies) e aves (em torno de 300 espécies) constituem a maior parte de sua dieta. Sua dieta na América do Norte é constituída em 87,6% por mamíferos, 6,1% por aves, 1.6% por répteis e anfíbios e os 4,7% restantes por insetos, diversos outros invertebrados e peixes. A massa estimada de cada presa da jacurutu vaeia de 0,4 g até 6,8 kg. A maioria das presas está entre 4 g (musaranhos) e 2300 g (lebres). Um único indivíduo necessita aproximadamente de 50 a 100 g de comida por dia e pode subsistir com uma grande caça por vários dias. Apesar da grande diversidade de presas dessa espécie, na maior parte dos Estados Unidos Continentais, do leste ao meio-oeste, assim como no Canadá e no Alasca, vive em grande parte de poucas espécies: três lagomorfos - o coelho-da-flórida (Sylvilagus floridanus), a lebre-americana (Lepus americanus) e a lebre-da-califórnia (L. californicus); duas espécies de ratos do gênero Peromyscus: o rato-veadeiro (Peromyscus maniculatus) e P. leucopus; três espécies de rato-do-campo: o arganaz-do-campo (Microtus ochrogaster), M. pennsylvanicus e M. pinetorum e uma peste introduzida, o rato-marrom.

## Reprodução

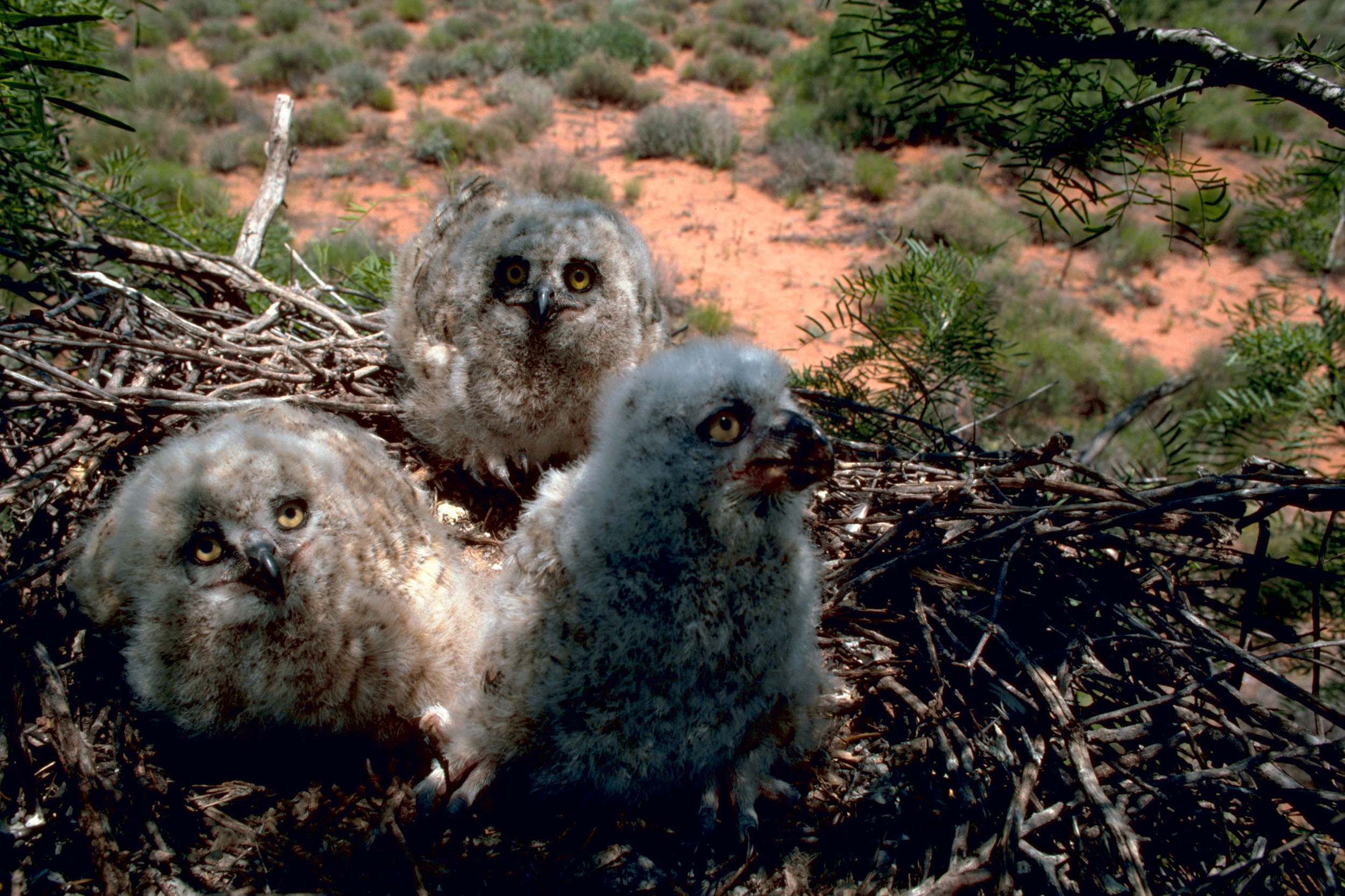
Filhotes de jacurutu nas Montanhas Rochosas no Novo México (B. v. pinorum)

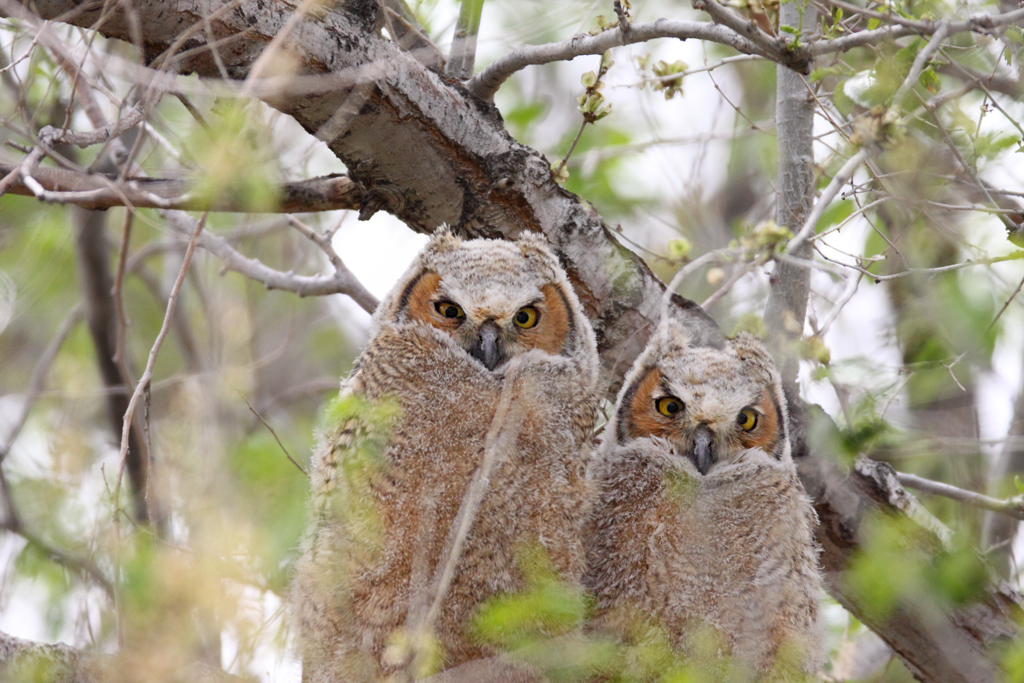
Juvenis da subespécie B. v. saturatus próximos ao Refúgio Nacional de Vida Silvestre do Lago Tule, Oregon, Estados Unidos

A jacurutu é uma das aves da América do Norte que começa a sua reprodução mais cedo, aparentemente em parte por causa do longo anoitecer nesta época do ano e, adicionalmente, a vantagem competitiva que isso dá sobre outras aves de rapina. Na maior parte da América do Norte, o cortejo ocorre de outubro a dezembro e os casais são formados de dezembro até janeiro. Pensava-se que esta espécie era estritamente monogâmica, mas análises recentes indicaram que um macho pode acasalar com duas fêmeas simultaneamente, como foi descoberto em Reno, Nevada, no ano de 2018. Durante o cortejo no final do outono ou no início do inverno, o macho atrai a atenção de seu par vocalizando enfaticamente enquanto se inclina (com a cauda fechada ou aberta) e estufando a garganta branca para que esta pareça uma bola. A garganta branca pode servir como um estímulo visual em condições de pouca luz típicas de quando o cortejo acontece. O macho frequentemente voa para cima e para baixo em um poleiro, enquanto se aproxima de uma potencial parceira. Eventualmente, chega perto da fêmea e tenta esfregar o seu bico contra o dela enquanto se curva repetidamente. Se for receptiva, a fêmea vocaliza quando se encontra com o parceiro, mas é mais subjugada nos cantos e na exibição. O macho pode convencer a fêmea levando-a alimento fresco, que ambos compartilham. Enquanto os machos costumam vocalizar enfaticamente por cerca de um mês ou seis semanas no final do ano, o período em que as fêmeas também vocalizam é geralmente de apenas uma semana a dez dias. Os casais costumam procriar ano após ano e podem ficar juntos para o resto da vida, embora eles se associem uns com os outros mais livremente quando seus filhos se tornam independentes. Pares que reacendem sua relação reprodutiva no inverno podem realizar um cortejo mais moderado para fortalecer os laços antes de produzir filhotes.
O macho seleciona os locais de nidificação e chama a atenção das fêmeas para ele voando em sua direção e pisando nelas. Devido ao grande tamanho desta ave, são preferidos ninhos abertos em vez de cercados com ramos circundantes. Assim como todas as corujas, a jacurutu não constrói o seu próprio ninho, tendendo a examinar a área em busca de um ninho abandonado, geralmente de aves de grande porte, como gaviões, e assume o controle para criar seus próprios filhos. É a ave norte-americana que nidifica na maior variedade de habitats. Muitos ninhos ficam em cavidades cavernosas de árvores mortas ou seus galhos, especialmente nos estados do sul dos Estados Unidos, em grandes árvores ao longo da borda de florestas primárias. Em áreas montanhosas, especialmente em cânions do sudeste dos Estados Unidos e nas Montanhas Rochosas, saliências de penhascos, cavernas pequenas, e outras depressões protegidas podem ser usadas. Quando vivendo em pradarias, na ausência de ninhos de outros animais, usando árvores ribeirinhas ou não nativas ou o solo descoberto de ocos de árvores ou estruturas feitas pelo homem, pedras, montículos, cortes de ferrovia, arbustos baixos e até mesmo o solo descoberto como locais de nidificação. Ninhos no solo também foram registrados no meio de gramíneas altas na Flórida e de manchas de arbustos no solo do deserto. Até as entradas das tocas de texugo-americano e de coiote são usadas como ninhos, apesar do risco inerente de compartilhar espaço com coabitantes potencialmente perigosos. O comportamento de nidificação parece ter relação mais forte com a disponibilidade de presas do que como condições sazonais. Há algumas evidências de que, se a disponibilidade de presas for baixa o suficiente, a espécie pode renunciar ao acasalamento a temporada inteira. Indivíduos de ambos os sexos já foram observados incubando os ovos assim que estes foram postos.

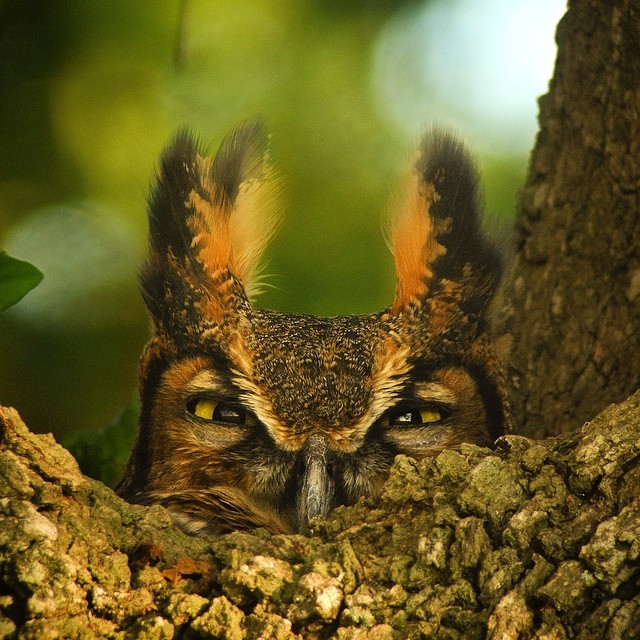
Uma fêmea de jacurutu em seu ninho em Louisiana, Estados Unidos

A maioria dos ninhos em árvores usados pela jacurutu são construídos por outros animais, frequentemente entre os 4,5 e 22 m de altura. Ela costuma assumir o ninho usado por outra ave de grande porte, adicionando às vezes penas para forrar o ninho, mas geralmente não muito mais. Supostamente, há alguns casos em que o ninho foi reconstruído ou teve a sua estrutura reforçada, mas como regra nenhuma coruja jamais foi conhecida por realmente construir o ninho. No sudoeste dos Estados Unidos também pode usar ninhos em cactos, construídos pelo gavião-asa-de-telha ou pelo búteo-de-cauda-vermelha, bem como grandes cavidades nestas plantas. Os ninhos usados são frequentemente feitos por accipitrídeos de grande porte, desde espécies tão pequenas quanto o falcão-do-tanoeiro até a águia-careca e a águia-real, embora os mais frequentes sejam talvez os de búteos-de-cauda-vermelha e outros Buteoninae. Os segundos em popularidade são os de corvos (Corvus sp.). Além disso, já foram usados ninhos de ganso-do-canadá, savacu e garça-azul-grande, a última às vezes bem no meio de uma colônia ativa. Os ninhos de folhas feitos por esquilos também são usados regularmente, mas são preferidos em geral ninhos de gravetos, uma vez que estes fornecem uma base muito mais firme e segura.

A época do ano na qual os ovos são postos é variável na América do Norte. No sul da Flórida, a postura ocorre desde o final de novembro até o início de janeiro. No sudeste dos Estados Unidos, do sul do Texas até a Geórgia, desde o final de dezembro até o início de fevereiro. Do sul da Califórnia até o norte de Louisiana, desde o início de fevereiro até o final de março. O maior período é desde o final de fevereiro até o início de abril, na região do centro da Califórnia até a Carolina do Sul para o norte até Ohio e Massachusetts. Nas Montanhas Rochosas, no noroeste dos Estados Unidos, no norte da Nova Inglaterra e no leste do Canadá, a postura ocorre desde o início de março até o final de abril. No resto do Canadá e no Alasca, pode ocorrer do final de março até o início de maio. A data mais tardia conhecida para a postura é em meados de junho em Saskatchewan e Yukon. No noroeste de Utah e no centro-norte de Alberta, a postura pode acontecer 3–4 semanas mais cedo quando há abundância de alimento e o clima é favorável. Em climas mais tropicais, as datas da temporada de reprodução são de algum modo indefinidas. Geralmente há dois ovos por ninhada, podendo variar de um a seis (acima de três é incomum e acima de quatro é muito raro), dependendo de condições ambientais. Um ovo mede em média 46,5 mm de largura, 55 mm de comprimento e pesa 51 g, embora a massa possa ser levemente mais alta em outros lugares, uma vez que este levantamento foi realizado no Condado de Los Angeles, na Califórnia, onde as corujas são relativamente pequenas. A incubação dura entre 28 e 37 dias, sendo a média 33 dias. A fêmea geralmente é a única responsável pela incubação e raramente sai do ninho, enquanto o macho caça e leva o alimento para ela, com a primeira entrega de comida à noite normalmente ocorrendo logo após o anoitecer.

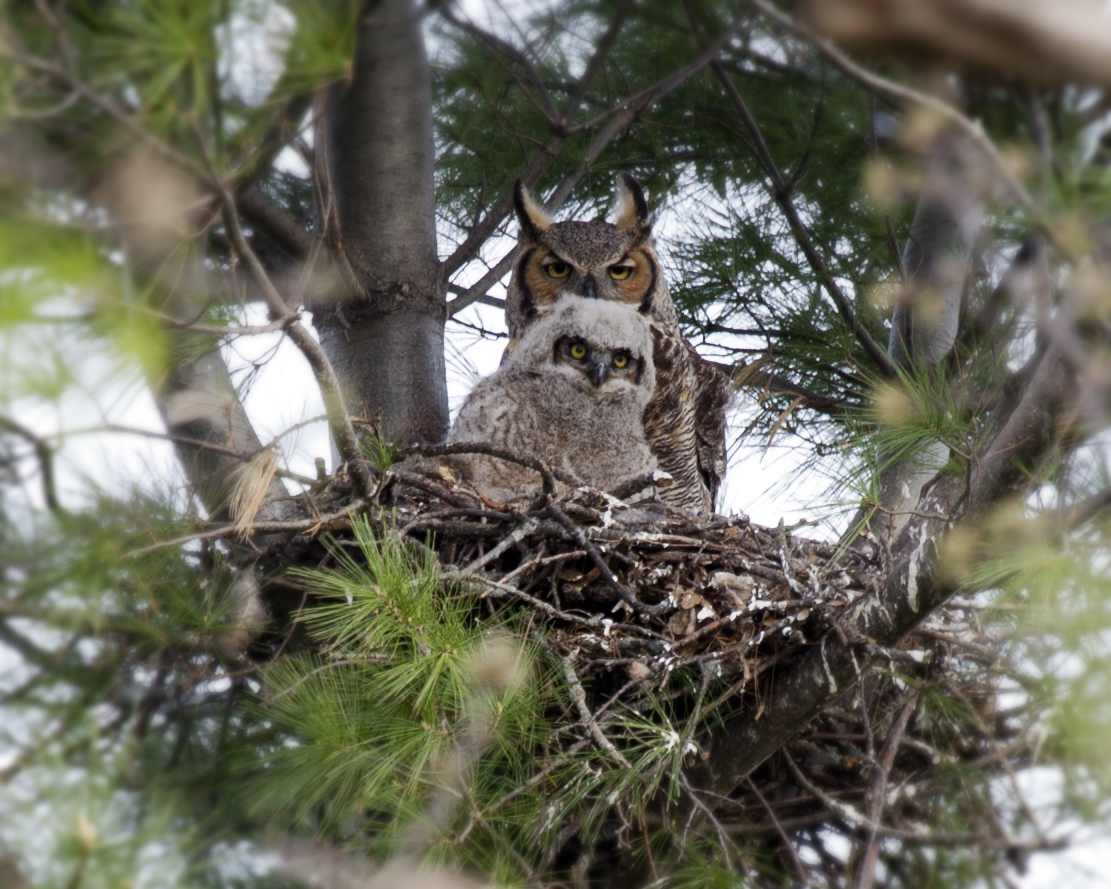
Jacurutu em seu ninho, nas proximidades de Madison, Wisconsin

O filhote recém-nascido pesa em torno de 34,7 g e pode ganhar em média 33,3 g por dia nas primeiras quatro semanas de vida, com o peso típico com 25-29 dias sendo de 800 g nos machos e de 1000 g nas fêmeas. Quando eclodem, os filhotes têm penugem cinza-esbranquiçada, com um pouco de marrom nas asas. Gradualmente, a plumagem aveludada juvenil passa pela penugem, sendo tipicamente uma amarelo-canela, mas com matizes variáveis, prevendo a eventual cor das corujas maduras. A extensão da penugem diminui gradualmente, desenvolvendo plumagem de aparência madura no final do verão, embora muitas aves do primeiro ano ainda tenham pedaços espalhados de penugem no outono. No final do outono, aves de primeiro ano têm aparência similar à dos adultos mas com um tom ligeiramente mais avermelhado, tufos de orelha menos desenvolvidos e uma mancha branca menor na garganta. Os filhotes se desenvolvem principalmente no comportamento entre duas semanas e dois meses de idade, período em que adaptam a capacidade de se defender, agarrar alimentos e escalar. Vocalmente, os jovens são capazes de exercer sons fracos enquanto ainda está no ovo, que se desenvolvendo em um chiado rouco logo após a eclosão. Os chamados dos jovens aumentam rapidamente em intensidade, tom e características; alguns jovens do sexo masculino imitam a vocalização do pai no outono, mas geralmente concluem com várias notas gorgolejantes estranhas. O primeiro canto normal do juvenil não acontece antes de janeiro. Os jovens mudam-se para galhos próximos às seis semanas e começam a voar cerca de uma semana depois. No entanto, geralmente não voam bem até que tenham em torno de 10 a 12 semanas de vida. A idade na qual o juvenil sai do ninho é variável com base na abundância de alimento.
Os jovens ficam em uma área entre 13,1 e 52 ha do ninho no outono, mas geralmente dispersam em milhares de hectares no final desta estação. Os filhotes ainda pedem comida aos pais no final de outubro (cinco meses após saírem do ninho) e a maioria não deixa o território dos pais até pouco antes de os pais começarem a se reproduzir para a próxima ninhada (geralmente entre dezembro e janeiro). Algumas aves podem não se reproduzir por um ano ou dois, e são frequentemente vagantes ("flutuadores") até que estabeleçam seus próprios territórios. Com base no desenvolvimento da bursa, a jacurutu atinge a maturidade sexual aos dois anos de idade.

## Iconografia e mito
Muitos tribos guerreiras nativas dos Estados Unidos admiravam a jacurutu por sua "força, coragem e beleza". Os Pima, povo do sudoeste dos Estados Unidos acreditavam que esta coruja era a reencarnação de guerreiros mortos que voam à noite. Os Arikara das Grandes Planícies tinham uma sociedade mística na qual os iniciados eram obrigados a adornar máscaras faciais feitas de penas da cauda e da asa da jacurutu. Algumas nações indígenas consideravam a jacurutu um espírito amigável que poderia ajudar em questões amorosas, como os Passamaquoddy do Maine, que pensavam que o chamado desta espécie era uma flauta mágica do amor projetada para inflamar as paixões humanas. Os Hopis, do sudoeste dos Estados Unidos, também associaram essa coruja com a fertilidade, embora de um tipo diferente: eles acreditavam que a vocalização desta coruja no verão previa um clima quente, o que produzia boas safras de pêssego. Durante o solstício de inverno, este povo realizava uma cerimônia com penas de jacurutu na esperança de convocar o calor do verão. Tribos do Novo México são conhecidas por usar as penas das asas da jacurutu para produzir flechas que podiam atingir seus inimigos com um mínimo de som. Os Zuni seguravam as penas da coruja em suas bocas na esperança de obter um pouco do silêncio que as corujas usam em emboscadas enquanto atacavam seus inimigos de outras tribos. Os Iroqueses pensavam que a origem da jacurutu era devido a uma coruja imatura que irritava Raweno, o criador todo-poderoso, enquanto este criava os coelhos, fazendo este deixar a coruja "coberta de lama" (camuflagem escura) e condenada a ter uma incessante vocalização de "whoo-whoo", que usava para assediar Raweno à noite, porque este era ativo durante o dia.

### Ave provincial
A jacurutu é a ave provincial de Alberta, no Canadá.